# Japan Expo
 (novembre 2021).
Japan Expo, parfois abrégé Japan, Japex ou JE, est un salon événementiel professionnel français sur la culture populaire japonaise, qui se déroule au parc des expositions de Paris-Nord Villepinte tous les ans au début du mois de juillet, voire à la fin du mois de juin sur une période de quatre jours. Il s'agit d'une manifestation culturelle consacrée aux manga, aux jeux vidéo, aux anime, mais aussi aux arts martiaux, à la mode, à la musique (J-pop, J-rock, traditionnel), au cinéma et à ses traditions. Les personnes invitées peuvent être des jeunes artistes et youtubeurs spécialisés dans la musique et le jeu vidéo, aux créateurs d'anime mais sert également à la diffusion de sport mécanique et de rencontre pour des professionnels japonais et occidentaux via une zone privée, le Business Center.

## Histoire

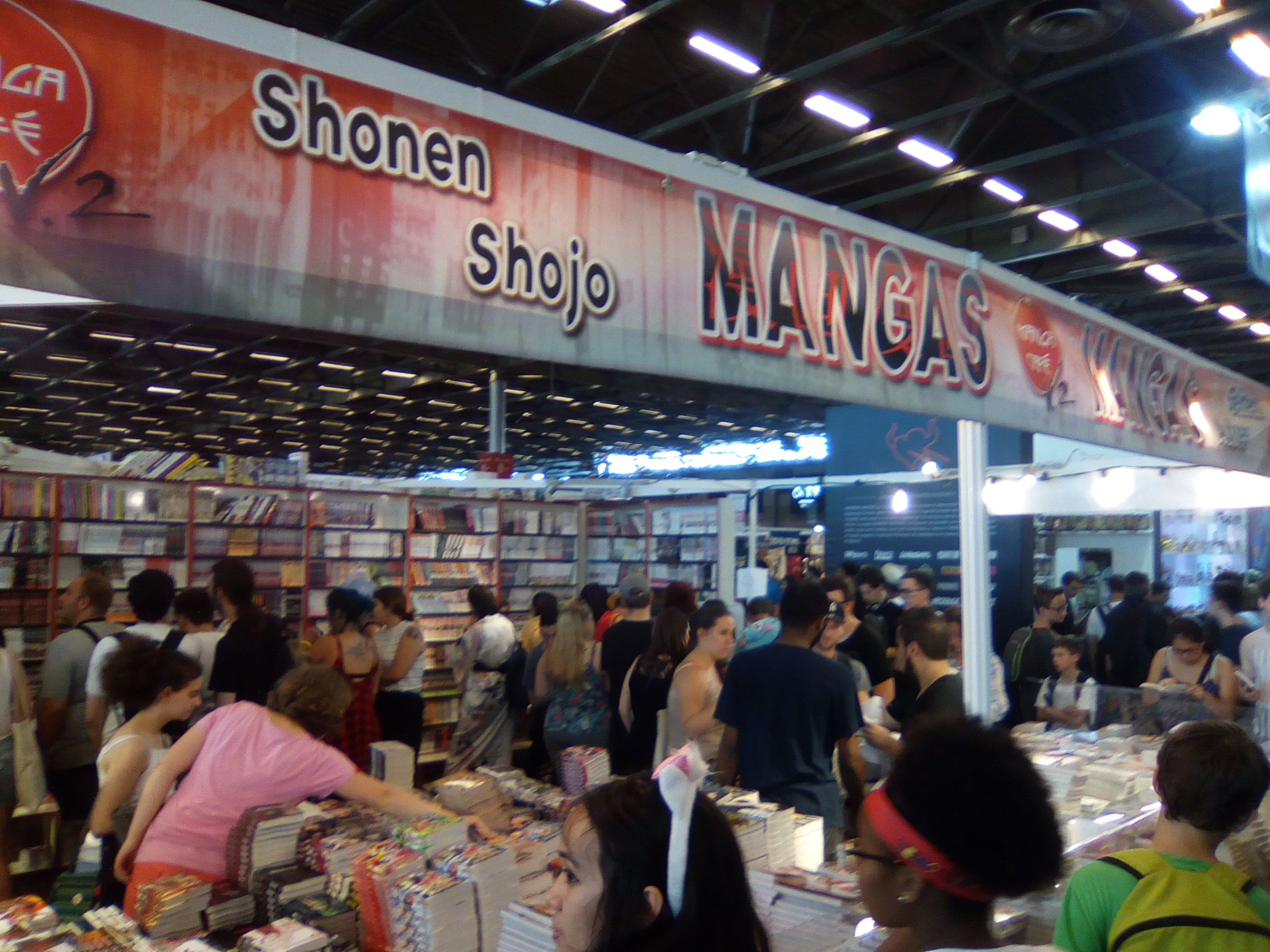
Stand d'éditeur à Japan Expo.

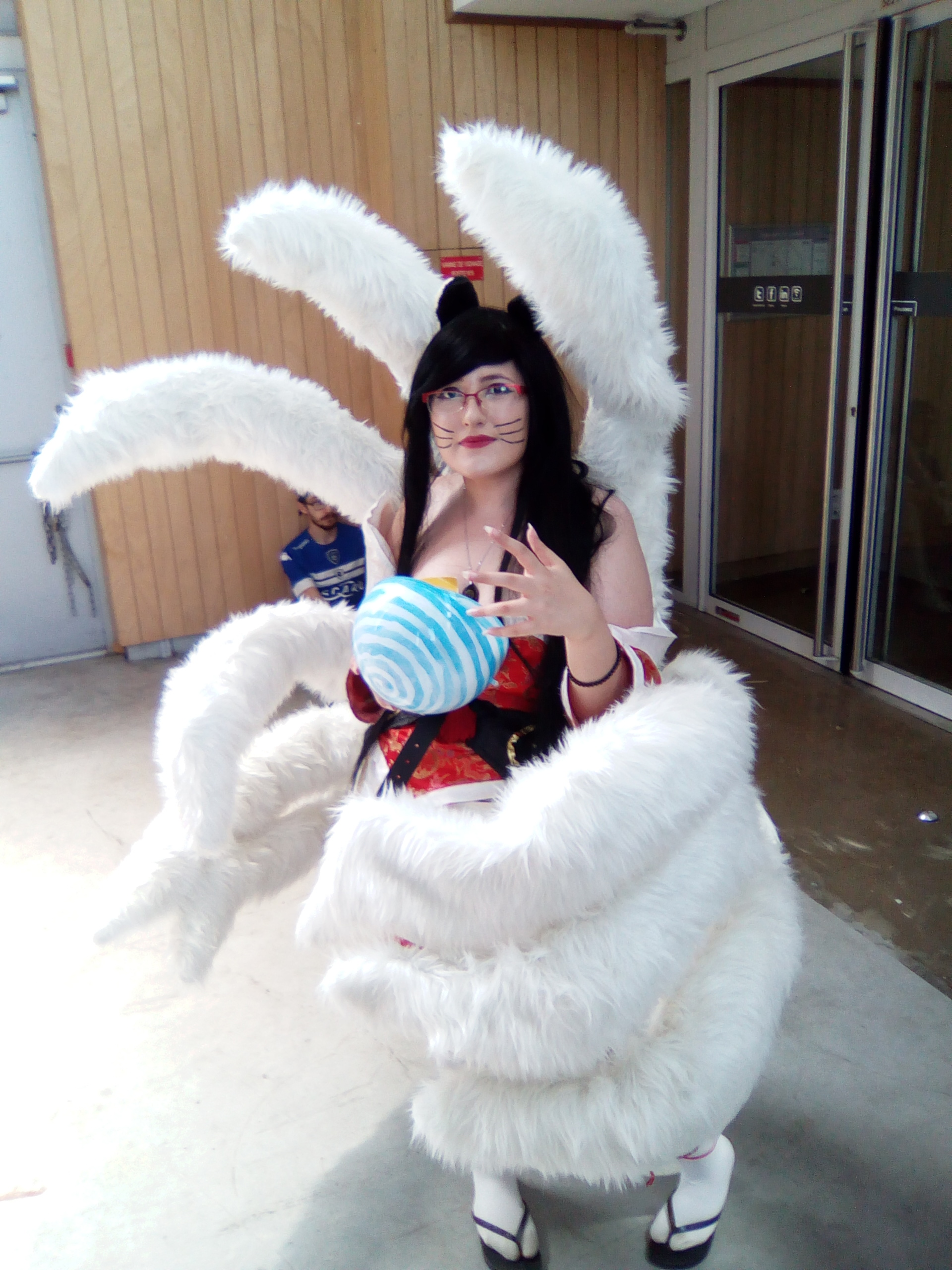
Un cosplay à Japan Expo 2017.

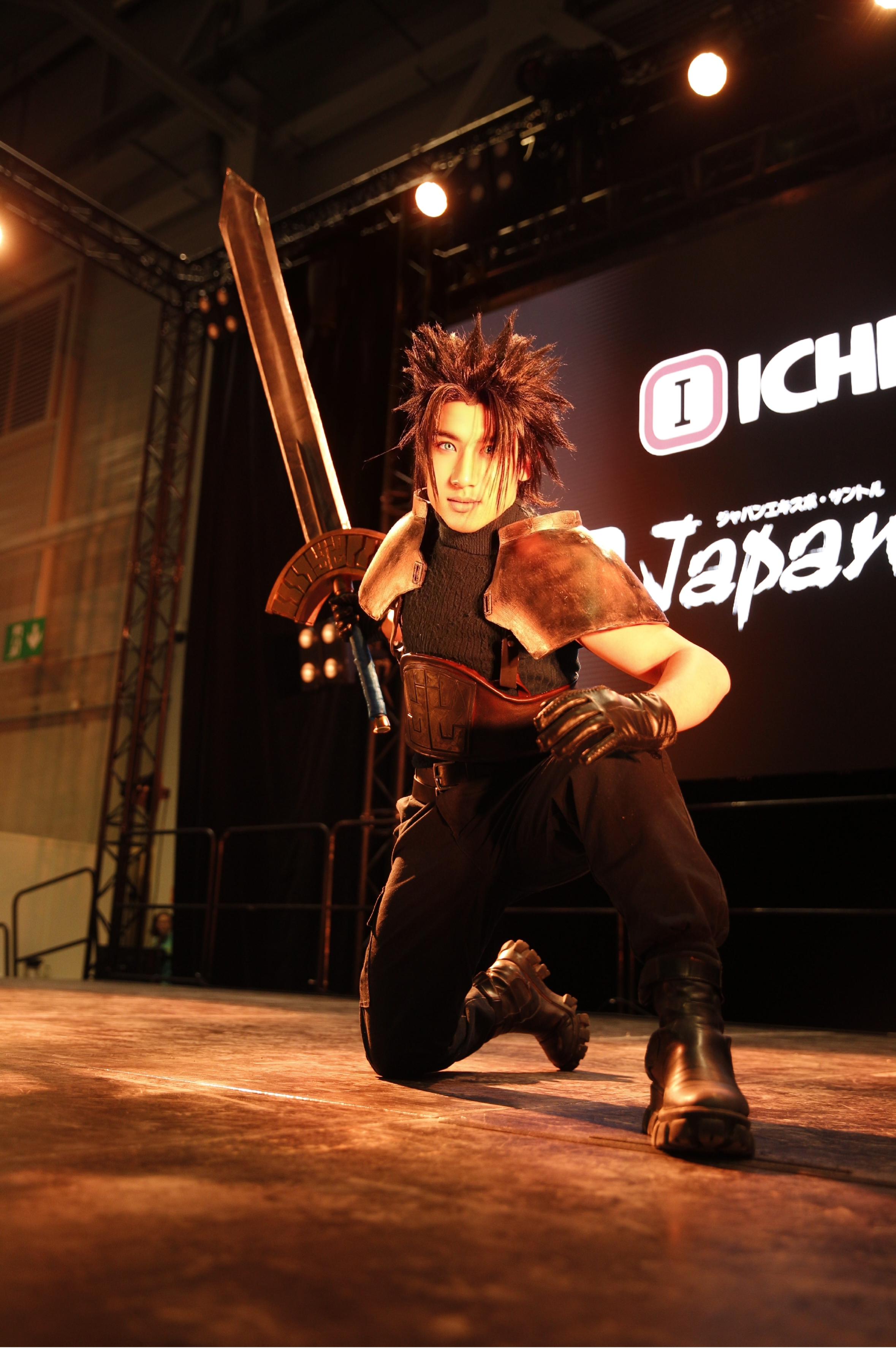
Minh Luan cosplay en cosplay de Zack, jury de concours cosplay lors de la japan expo centre 2022

Japan Expo a été créé par Jean-François Dufour, Sandrine Dufour et Thomas Sirdey en 1999 dans un garage et dans l'espace associatif de l'école de commerce ISC Paris où Sirdey était étudiant. Cette édition ne porte alors pas encore le nom de Japan Expo. Elle se déroula dans les sous-sols de l'ISC Paris sur environ 2 500 m2 et n'était orientée que sur les manga et l'animation japonaise.
La seconde édition (cité comme la première édition sur le site officiel), qui porte alors le nom de Japan Expo, fut coorganisée par l'association d'étudiants ISCIS, ISC informatique service, de l'ISC Paris et d'autres associations, dont Jade et Anim'Int. Japan Expo représente alors une des trois parties du salon ISC de l'Imaginaire qui se déroule à l'Espace Champerret. Pour cette édition, le thème du salon s'étend plus généralement au Japon et à sa culture. Énormément d'activités y apparaissent notamment le cosplay, la musique japonaise, des quiz, du doublage et des concours de vidéo, de clip, de photo, de maquette, de bande-dessinée et de fanzine. Les magasins et dépôt-vente font aussi leur apparition lors de cette édition. Le bilan de l'édition 2000 fut plutôt bon pour les organisateurs avec plus du doublement de la fréquentation mais très contrasté pour les fans du Japon.
L'année suivante, l'ISCIS se retire de l'organisation de Japan Expo. L'association Jade reste seule chargée de l'intégralité de l'organisation. La convention déménagea à l'espace Austerlitz. Dans cette édition, le karaoké, les arts martiaux japonais les conférences sur le Japon, les opérations (1 000 grues pour Hiroshima) et les jeux vidéo font leur apparition. Dans la précédente édition, les jeux vidéo faisaient partie d'un salon annexe au salon ISC de l'imaginaire. C'est aussi la première fois que le salon reçoit des mangaka japonais.
En 2003 et en 2004, le salon se déroule au hall d'exposition du CNIT de La Défense sur un espace d'environ 10 000 m2 et l'affluence s'accroît sensiblement. L'édition 2003 accueille désormais le concours de Yu-Gi-Oh! et Pokémon et permet également d'assister à une avant-première du studio Ghibli. La 6e édition intègre également la cuisine japonaise.
Il n'y a pas eu de Japan Expo en 2005 et c'est en 2006 qu'elle revient. La septième édition eu lieu au parc des expositions de Paris-Nord Villepinte, et accueillit près de 56 000 visiteurs. La télévision japonaise NHK est alors présente pour y enregistrer son émission Cool Japan.
En 2007, Japan Expo se professionnalise et est désormais organisée par l'entreprise Sefa Event sur un espace de plus de 65 000 m2. Le succès conforta le salon dans sa position dominante, puisque c'est près de 81 000 visiteurs qui se présentèrent aux festivités selon les chiffres certifiés par l'institut Infora.
En 2008, c'est 134 467 visiteurs qui ont été certifiés par l'Institut Infora, devenant alors le premier salon 15-25 ans de France, et le premier événement interculturel en Europe. C'est aussi l'année du 150e anniversaire des relations franco-japonaises qui occupe une partie du salon. Le salon s'étend désormais sur quatre jours.
En 2009, Japan Expo fête ses dix ans avec une première étape d'importance en s'exportant en province : la première édition de Japan Expo Sud se déroula au parc Chanot de Marseille du 20 au 22 février, où furent dévoilées lors d'une conférence publique les œuvres en nomination aux Japan Expo Awards 2009.
En 2013 est lancé l’édition américaine au San Mateo Event Center dans la ville de San Mateo en Californie.

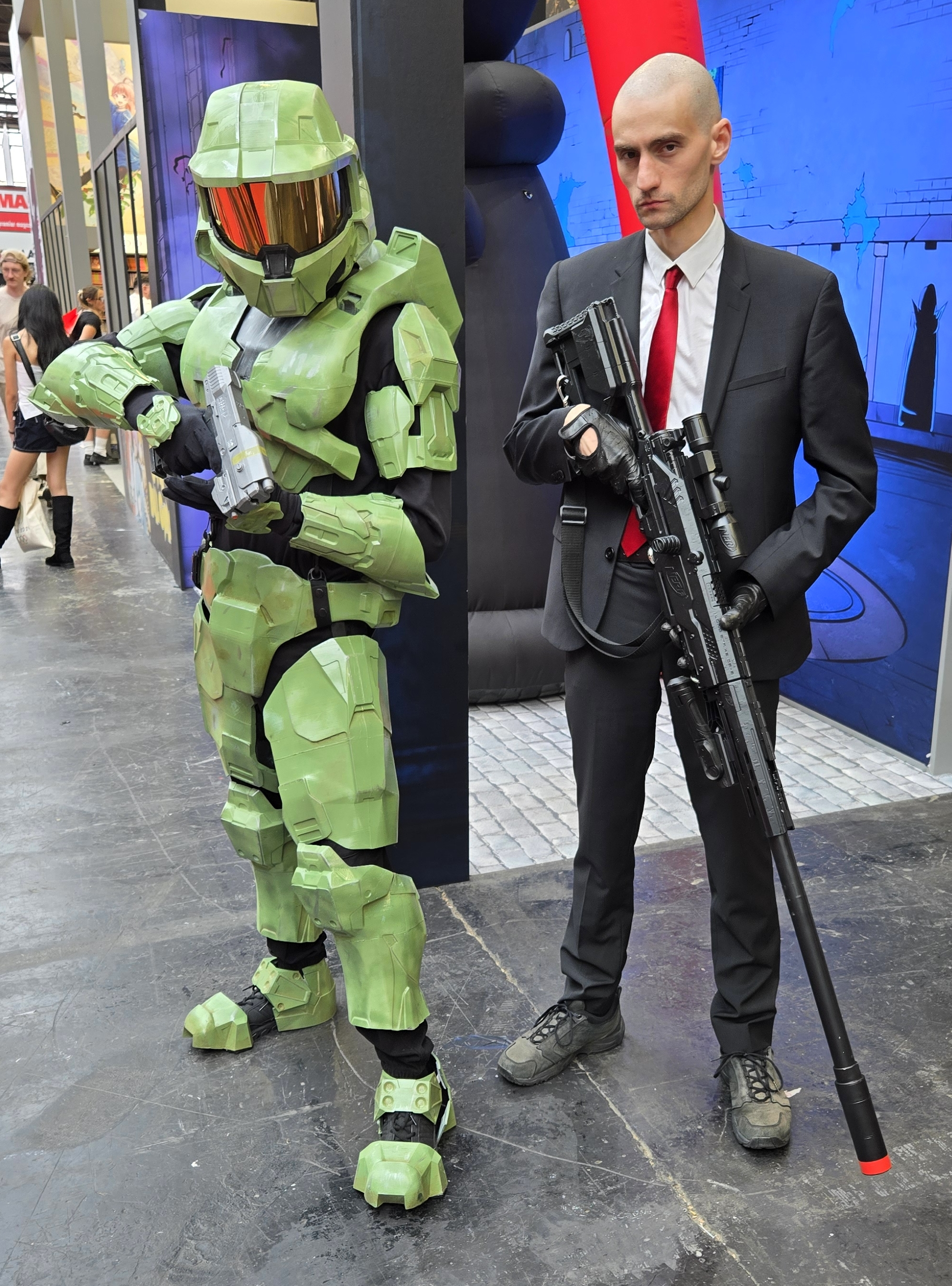
Cosplay de Halo et de Hitman à la Japan Expo de 2025

En 2014, Japan Expo fête ses quinze ans. À cette occasion et pour la première fois depuis sa création, la convention se déroule sur une période de cinq jours (du 2 au 6 juillet). 
En 2023, Japan Expo accueille 255 259 visiteurs.

En 2025, Le président de la République française, Emmanuel Macron, est venu en visite le jeudi 3 juillet. Puis, l’ancien Premier Ministre Gabriel Attal est venu le samedi 5 juillet. Cette édition a accueilli plus de 230 000 visiteurs.

## Autres éditions

### Japan Expo Sud

Logo Japan Expo Sud.

En 2009 a eu lieu la première édition de Chibi Japan Expo Sud au parc Chanot à Marseille.
À partir de la deuxième édition en 2010, l'édition se nomme Japan Expo Sud.
En 2019, Japan Expo Sud fête ses dix ans.

### Japan Expo Centre

Logo Japan Expo Centre. (Jusqu'à 2022)

En 2011 a eu lieu la première édition de Japan Expo Centre au parc des expositions d’Orléans le 29 et 30 octobre.
Japan Expo Centre fait son retour en 2012 au parc des expositions d’Orléans pour une seconde édition, les 27 et 28 octobre.
Japan Expo Centre n'a pas eu lieu en 2013[source insuffisante].
Japan Expo Centre fait son grand retour en 2022 au Centre Orléans Métropole (CO'Met)
3ème édition du 5 au 6 novembre 2022.

### Comic Con Paris

Logo Comic Con Paris.

Créée en 2007, par les organisateurs du festival Japan Expo. C'est une convention consacrée à la bande dessinée et à la pop culture. Comic Con Paris était anciennement nommé Kultima puis Comic Con'.
Lors de la conférence de presse de Japan Expo 8e impact, l’organisation dévoila deux nouveaux festivals en préparation :
- Chibi Japan Expo : un mini Japan Expo dans la période de fin d’année ;
- Kultima : un tout nouveau salon sur la « culture de l’imaginaire » anglo-saxon (Fantasy, Science-fiction, Super-héros, séries télé américaines, etc.).

La particularité de ces deux festivals est qu’ils furent organisés en même temps, dans le même hall d’exposition. Toujours à Paris-Nord Villepinte, c’est le hall 4, sur près de 20 000 m2, qui accueillit Chibi Japan Expo et Kultima. Il s’agira alors des prémices d’un projet plus vaste, qui prendra formeà l'été 2008.
L’édition 2008 représente à ce titre un tournant pour le salon en s’inscrivant pour la première fois dans le cadre de Kultiverse, le salon des univers cultes (créé par les organisateurs de Japan Expo), regroupant quatre festivals en un :
- Japan Expo : le festival des loisirs japonais ;
- Azikult : le festival des loisirs asiatiques ;
- Kultima : le festival des cultures de l'imaginaire ;
- KultiGame : le festival des cultures ludiques.

Si Japan Expo reste le festival des cultures japonaises (modernes, populaires, traditionnelles et contemporaines), Azikult développe depuis 2007 toutes les cultures asiatiques (présence de nombreux auteurs coréens et chinois, associations culturelles et projection de films), KultiGame développe l'univers ludique au sens large (jeux vidéo, jeux de carte à collectionner, jeu de rôle, jeu de stratégie, jeu de société, etc.) et enfin Kultima justifie pour la première fois la présence massive d'auteurs franco-belges tout en prétextant l'apport de nouvelles cultures liées à la science-fiction et au cinéma fantastique (présence d'auteurs de comics, de décors de cinéma américains, etc.).

### Anciens salons

#### Chibi Japan Expo

Logo Chibi Japan Expo.

En 2007 a eu lieu la première édition de Chibi Japan Expo à Montreuil.
En 2010 a lieu la quatrième et dernière édition du festival.

#### Japan Expo Belgium

Logo Japan Expo Belgium.

En 2011 a eu lieu la première édition de Japan Expo Belgium au Tour et Taxis à Bruxelles du 4 au 6 novembre. Pour sa première édition, l'affluence fut de plus de 23 000 personnes[source insuffisante].
Japan Expo Belgium fait son retour en 2012 au Tour et Taxis à Bruxelles du 2 au 4 novembre pour une deuxième édition. L'affluence lors de cette deuxième édition fut de plus de 28 000 personnes[source insuffisante].
Japan Expo Belgium revient en 2013 pour sa troisième édition au Tour et Taxis à Bruxelles du 1er au 3 novembre. Cette troisième édition a connu une affluence de près de 33 000 personnes[source insuffisante].
La quatrième édition n'a pas lieu en 2014, mais en 2015 du 31 octobre au 2 novembre au Tour et Taxis à Bruxelles.
Le 1er décembre 2014, un communiqué publié sur le site annule également l'édition de 2015 et annonce l'arrêt définitif de la Japan Expo Belgium.

#### Japan Expo USA
En 2013 a eu lieu la première édition de Japan Expo USA au Santa Clara Convention Center en Californie, du 23 au 25 août.
En 2014 la deuxième édition se déroule au San Mateo Event Center, du 22 au 24 août.
Japan Expo USA a été suspendue en 2015.

## Japan Expo Awards

Daruma d'or (manga)

Les Japan Expo Awards sont une remise de prix créée en 2006. Ils récompensent les meilleures productions dans les univers du manga et de l’anime, décernés par un jury de professionnels et des prix publics distincts.

## Éditions

### 1999
- Lieu[2] : Institut supérieur du commerce de Paris
- Visiteurs : 3 000
- Superficie : 2 500 m2
- Nombre d'exposants : 30

### 2000
- Intitulé : Japan Expo 2000[19] (cité Japan Expo 1er impact sur le site officiel)
- Dates et lieu : du 24 au 25 juin 2000 à l'EPITA
- Visiteurs : 3 200
- Superficie : 3 000 m2
- Nombre d'exposants : 62
- Intitulé : Japan Expo[20] (partie du salon ISC de l'imaginaire qui comprenait également Cyber expo et Comics Expo)
- Dates et lieu : du 8 au 10 décembre 2000 à l’Espace Champerret
- Visiteurs : 8 000
- Superficie : 2 000 m2
- Nombre d'exposants : 492

### 2001
- Intitulé : Japan Expo 3e Impact[21]
- Dates et lieu : du 29 juin au 1er juillet 2001 à l’Espace Austerlitz
- Visiteurs : 12 000
- Superficie : 3 000 m2
- Nombre d'exposants : 54
- Invités[22] :
  - Anime : Éric Etcheverry, Brigitte Lecordier, Éric Legrand
  - Musique : Michel Barouille, Liliane Davis, Enriqué, Jean-Pierre Savelli

### 2002
- Intitulé : Japan Expo 4e Impact[23]
- Dates et lieu : du 5 au 7 juillet 2002 au Centre des nouvelles industries et technologies
- Visiteurs : 21 000
- Superficie : 9 000 m2
- Nombre d'exposants : 69
- Invités[24],[25] :
  - Anime et manga : Daniel Gall, Dorothée Jemma, Catherine Lafond, Mark Lesser, Thomas Romain, Stanislas Brunet, Stefano Tamiazzo, Jane Val, Naomi Akimoto, Tsutomu Nihei
  - Musique : Elfie Astier, Michel Barouille, Valérie Barouille, Olivier Constantin, Marie Dauphin, Liliane David, Enriqué, Claude Lombard, Noam
  - Autres : Les Romanesques

### 2003
- Intitulé : Japan Expo 5e Impact[26]
- Dates et lieu : du 4 au 6 juillet 2003 au Centre des nouvelles industries et technologies
- Visiteurs : 29 000
- Superficie : 12 000 m2
- Nombre d'exposants : 93
- Invités[27] :
  - Anime et manga : Bruno Bianchi, Phillipe Buchet, Keiji Gotô, Shôji Murahama, Nobuhiro Okaseko, Ryôsuke Sakamoto, Sylvain Savoia

### 2004
- Intitulé : Japan Expo 6e Impact[28]
- Dates et lieu : du 2 au 4 juillet 2004 au Centre des nouvelles industries et technologies
- Visiteurs : 41 000
- Superficie : 15 000 m2
- Nombre d'exposants : 131
- Invités[29],[30] :
  - Anime et manga : Hisashi Abe, Jean Barney, Bengal, Yoshinori Kanamori, Masakazu Katsura, Patrick Messe, Andy Seto, Stefano Tamiazzo, Masakazu Katsura, Hiroshi Watari et les auteurs de Manhwa (Woo, Jin&Jae;, Kyung, Chul-Ho, Seock, Kyong, Young…)
  - Musique : Mana, Miho Nitta

### 2005
L'exposition n'a pas eu lieu car l'espace du CNIT de La Défense utilisé jusque-là devenu trop petit pour la manifestation.

### 2006
- Intitulé : Japan Expo 7e Impact[31]

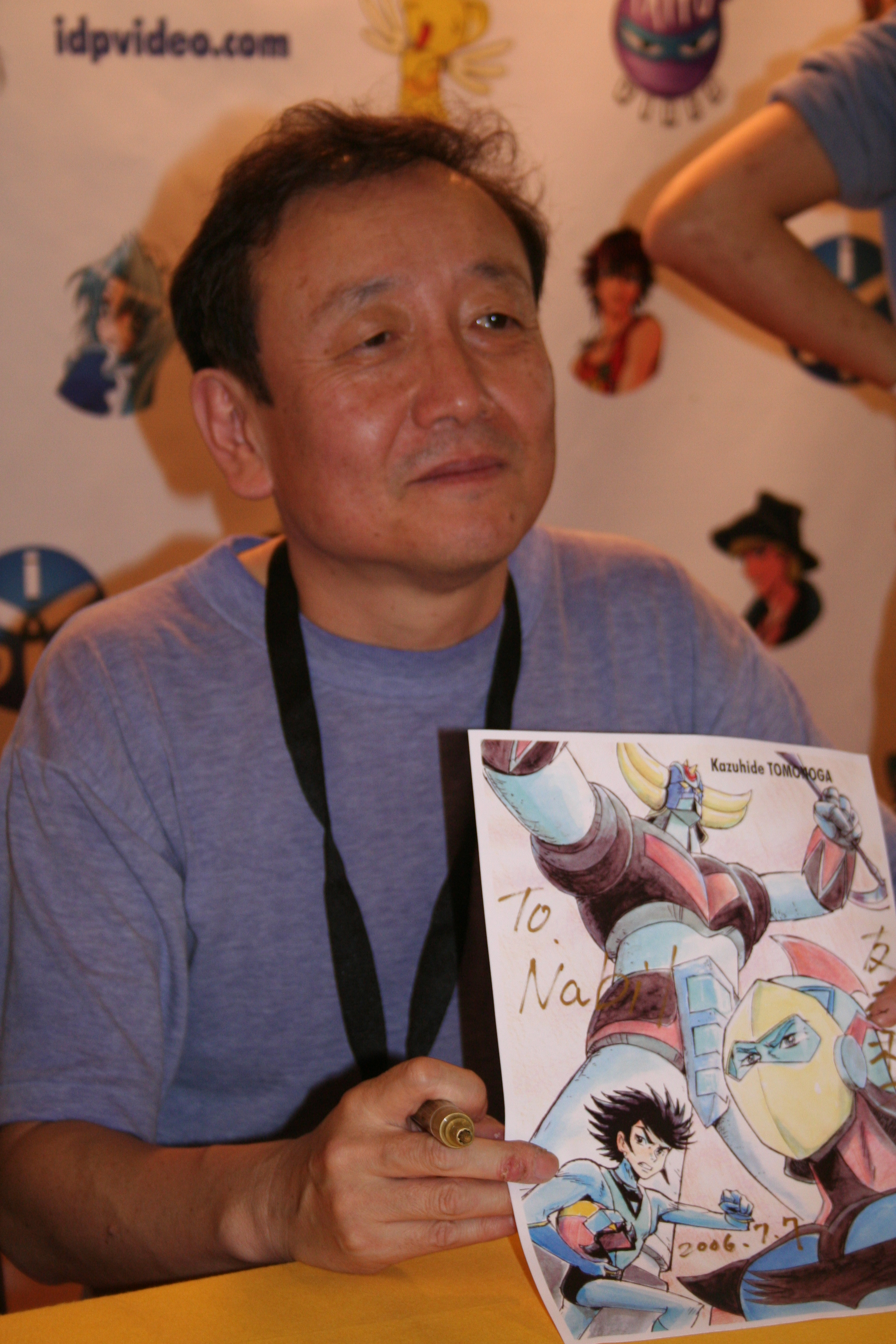
Kazuhide Tomonaga en dédicaces en 2006.

- Dates et lieu : du 7 au 9 juillet 2006 au parc des expositions de Paris-Nord Villepinte
- Visiteurs : 56 000
- Superficie : 47 000 m2
- Nombre d'exposants : 216
- Invités[32],[33] :
  - Anime et manga : Baek Hye-kyoung, Benjamin, Cho Seung-yeop, Kim Su-yeon, KIM Yeon-joo, Kim Youn-kyung, Lee Jong-eun, Lim Jin-ju, Kenjiro Kawatsu, Morishige, Takaharu Okuma, Aki Shimizu, Mamiya Takizaki, Kazuhide Tomonaga, Yoon Jae-ho, Hideki Ōwada et des auteurs de Manhwa (Baek Hye-kyoung, Kim Su-yeon, Kim Youn-kyung, Lee Jong-eun, Lim Jin-ju, Yoon Jae-ho, Cho Seung-yeop, Kim Yeon-joo…)
  - Musique : Plastic Tree, Anna Tsuchiya, Hitomitoi

### 2007
- Intitulé : Japan Expo 8e Impact[34]

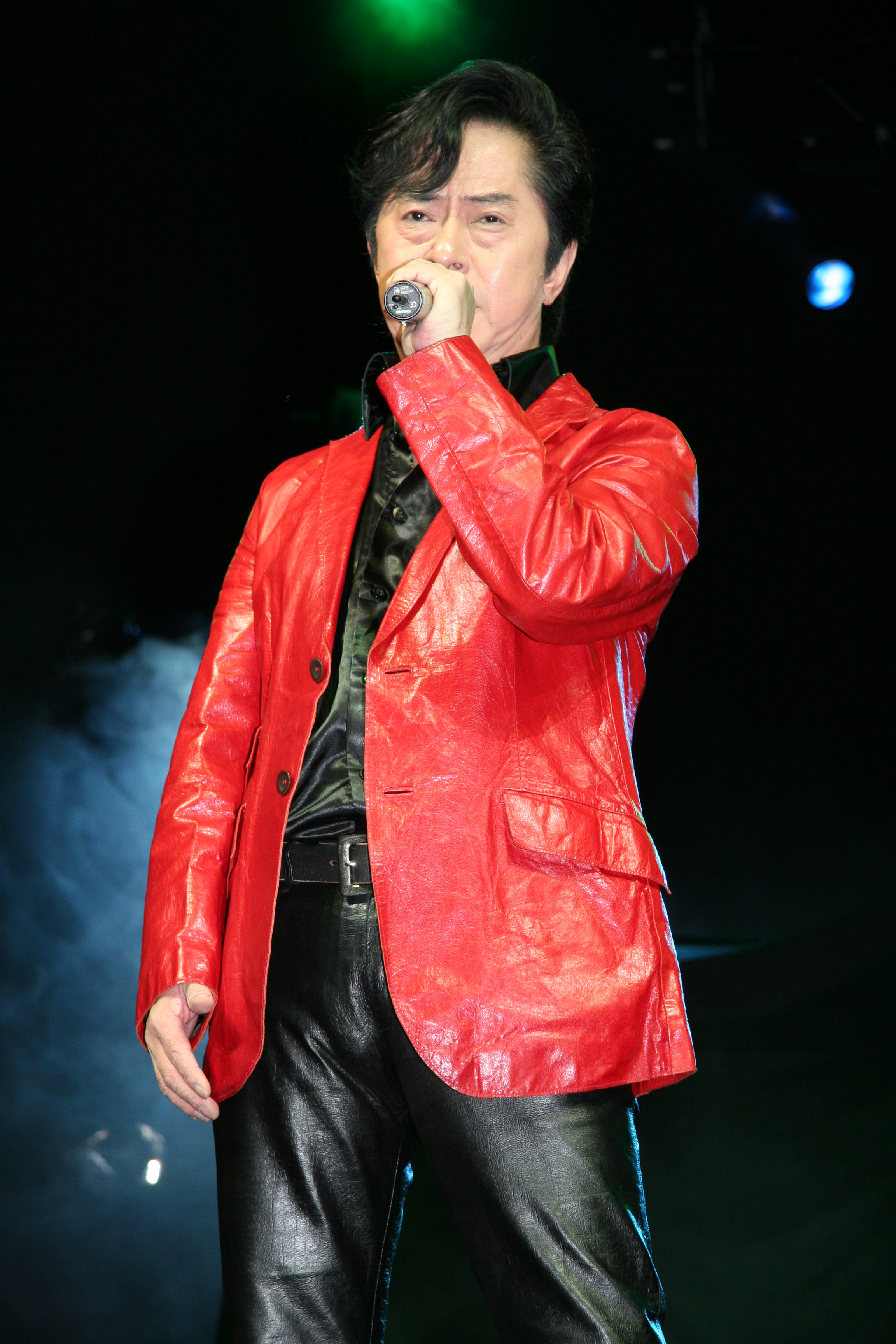
Ichiro Mizuki en concert en 2007.

- Dates et lieu : du 6 au 8 juillet 2007 au parc des expositions de Paris-Nord Villepinte
- Visiteurs : 80 727
- Superficie : 65 000 m2
- Nombre d'exposants : 263
- Invités[35],[36] :
  - Anime et manga : Benjamin, Ji Di, Jung Hyun-suk, Sachiko Kamimura, Kim Se-young, Kim Youn-kyung, Park Chul-soo, Park Jin-hwan, Son Chang-ho, Hiroyuki Takei, Keiko Ichiguchi, Junko Mizuno, Syûji Takeya, Aurore, Jenny, Patricia Lyfoung, Patrick Sobral, Philippe Cardona, Florence Torta, Reno, Moonkey, Alex Nikolavitch, Audrey Diallo, Camilo, Julien Blondel, Kalon, LordShion, Nick Meylaender, Shaos, Kaze et Shonen, Zerriouh, Michel Woui, Arleston, Bessadi, Kara, Labourot, Mourier, Nhieu, Tarquin, Pellet, Alessandro Barbucci, Barbara Canepa, Claudio Acciari, Matteo De Longis, Riff Reb's, Mika, Chan, Anike Hage, Boulet, Stan Sakai
  - Jeux vidéo : Masachika Kawata, Minae Matsukawa, Hironobu Sakaguchi, Hironobu Takeshita
  - Musique : Dio - Distraught Overlord, Gari, Hakuei de Penicillin, Halcali, Nana Kitade, Ichirō Mizuki, Moon Kana, Olivia, Shudan stars, Yoshiki
  - Mode : Laforet Harajuku
  - Sports : Cima, Dragon Kid, El Generico, Joe E Legend, Ippei Ota, Takeshi Rikio, Doug Williams

### 2008
- Intitulé : Japan Expo 9e Impact[37]

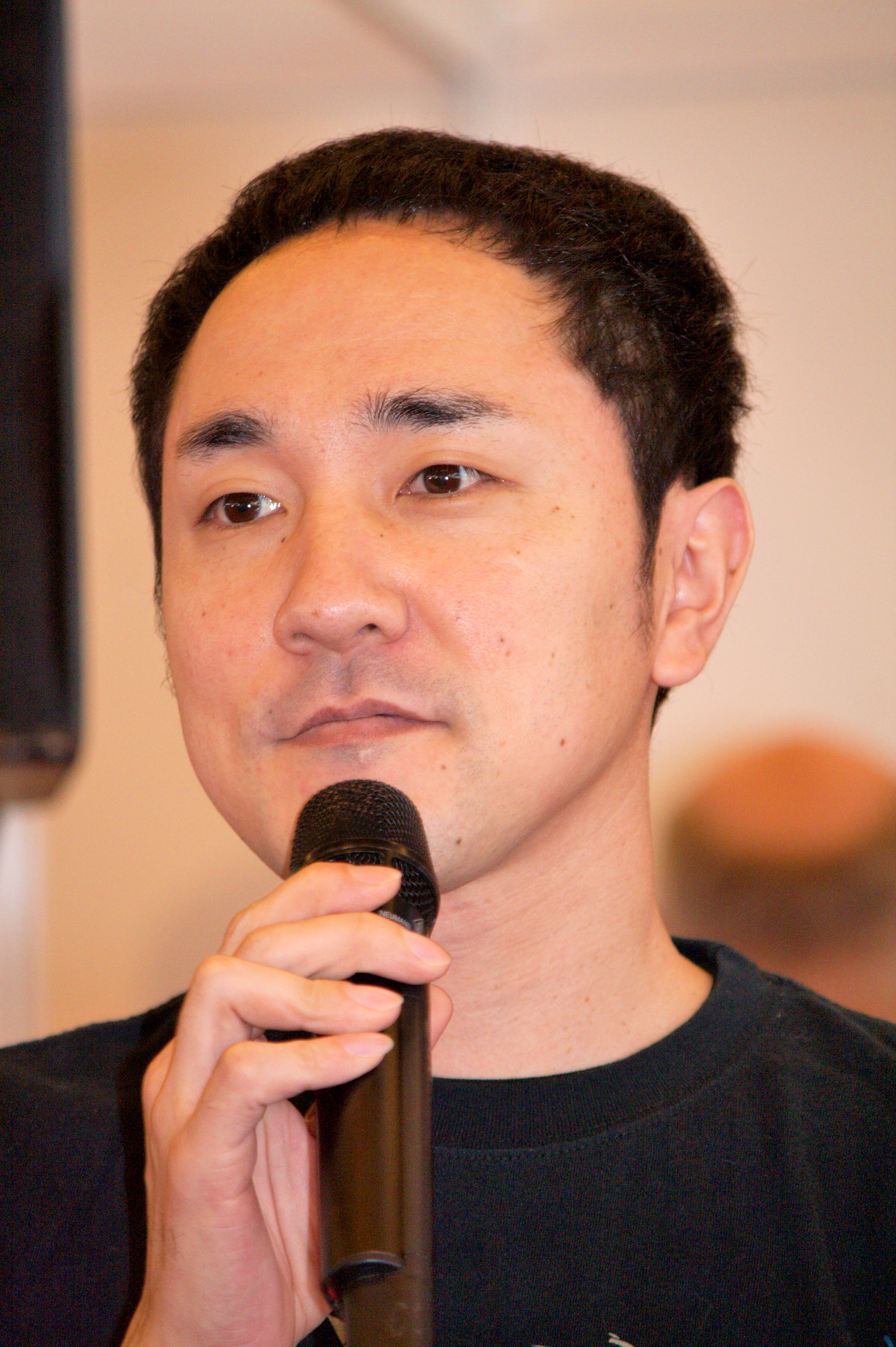
Hiroshi Matsuyama en conférence en 2008.

- Dates et lieu : du 3 au 6 juillet 2008 au parc des expositions de Paris-Nord Villepinte
- Visiteurs : 134 467
- Superficie : 90 000 m2
- Nombre d'exposants : 381
- Invités[38],[39] :
  - Anime et manga : Benjamin, Cho Jung-man, Dorothée, Jean Giraud, Kōta Hirano, Yutaka Izubuchi, Kara, Junko Kawakami, Toshihiro Kawamoto, Kim Dong-Hoon, Kim Se-Young, Kim Young-oh, Kazuo Koike, Lee Jong-Eun, Éric Legrand, Lu Ming, Setona Mizushiro, Gō Nagai, Takeshi Obata, Ōgure Ito / Oh! Great, Park Chul-Ho, Yoshiyuki Sadamoto, Munehisa Sakai, Chihiro Tamaki, Tetsuya Tsutsui, Les Humanoïdes associés (Jean Giraud - Moebius, Pen of Chaos), Soleil Prod (Alexandro Jodorowsky, François Boucq, Beltran, Ludo Lullabi, Bessadi, Chan, Grelin, Kara, Mitric, Nhieu, Pellet, Ung Sorya et Soryane, Barbara Canepa, Looky, Matteo de Longis, Rafchan, Valente), Delcourt (Patrick Sobral, Patricia Lyfoung, Philippe Ogaki, Hub, Jenny, Algésiras, Jean David Morvan, Fafah Togorah, Yishan Li, Alexis), Ankama Éditions (Ancestral Z, Gilles Aris, Run, Yuki & Kaji, Florent Maudoux, Foya, Souillon), Pika Editions (Boris Lambert, Miya, Reno, Moonkey), Colexia (Johann Bodin, Hélène Dieumegard, Eric Scala, Alain Brion), Shogun (Shonen, Alex Nikolavitch, Audrey Diallo, Célimon, Dune, Esteban Mathieu, Edmond Tourriol, Irons.D, Janina Görrissen, Julien Blondel, Kalon, Kaze, Klem, Lord Shion, Lylian, Marie Tho, Matthieu Gibé, Michael Nau, Mika, Nicolas Meylander, Niko, Shaos, Shina, Virak), Kami (Philippe Cardona, Florence Torta, Tadjah Chonville, Ben & Richard, Saïd Sassine, Noë, Nini, Zébé), Casterman (Caroline Picard, Christine Adam, Bastien Vivès, Cha, Guillaume Singelin, Jean Luc Bizien, Viravong), Dargaud/Kana (Bengal, Man, Alice Picard, Vanyda, Nauriel, Mathieu Mariolle, Mircea Arapu, Pop, Elsa Brants, François Cortegianni), Glénat (Boulet, J.M. Ken Niimura), Paquet (Otram), Editions Muffins (Emilie Lepers, Charlie Audern, Aline Brunell, Eden Misty)
  - Musique : AciÐ FLavoR, Aoi, Betta Flash, Catsuomaticdeath, Dead Sexy Inc., Lost Color People, Machine, Miyavi, Scandal, RA:IN, Pata
  - Jeux vidéo : Hironori Ishigami, Kunimi Kawamura, Shôgo Kimura, Hiroshi Matsuyama, Kô Takeuchi, Tommy Tallarico, Shinichiro Tomie, Jack Wall, Pouchain
  - Littérature : Sarah Ash, Laurent Genefort, Mélanie Fazi, Stéphane Collignon, Patrice Louinet
  - Comics : Alan Davis, Mark Farmer, Phil Winslade, James Hodgkins, Frankel, Geoff, Guillaume Prevost, Rémi Dousset, Soul, Alain Marmet, Tiphaine Mourmant, Rémi Bastie
  - Autres : Miki Suzuki, Nerdz, Laurent Pouchain

### 2009
- Intitulé : Japan Expo 10e Impact[40]

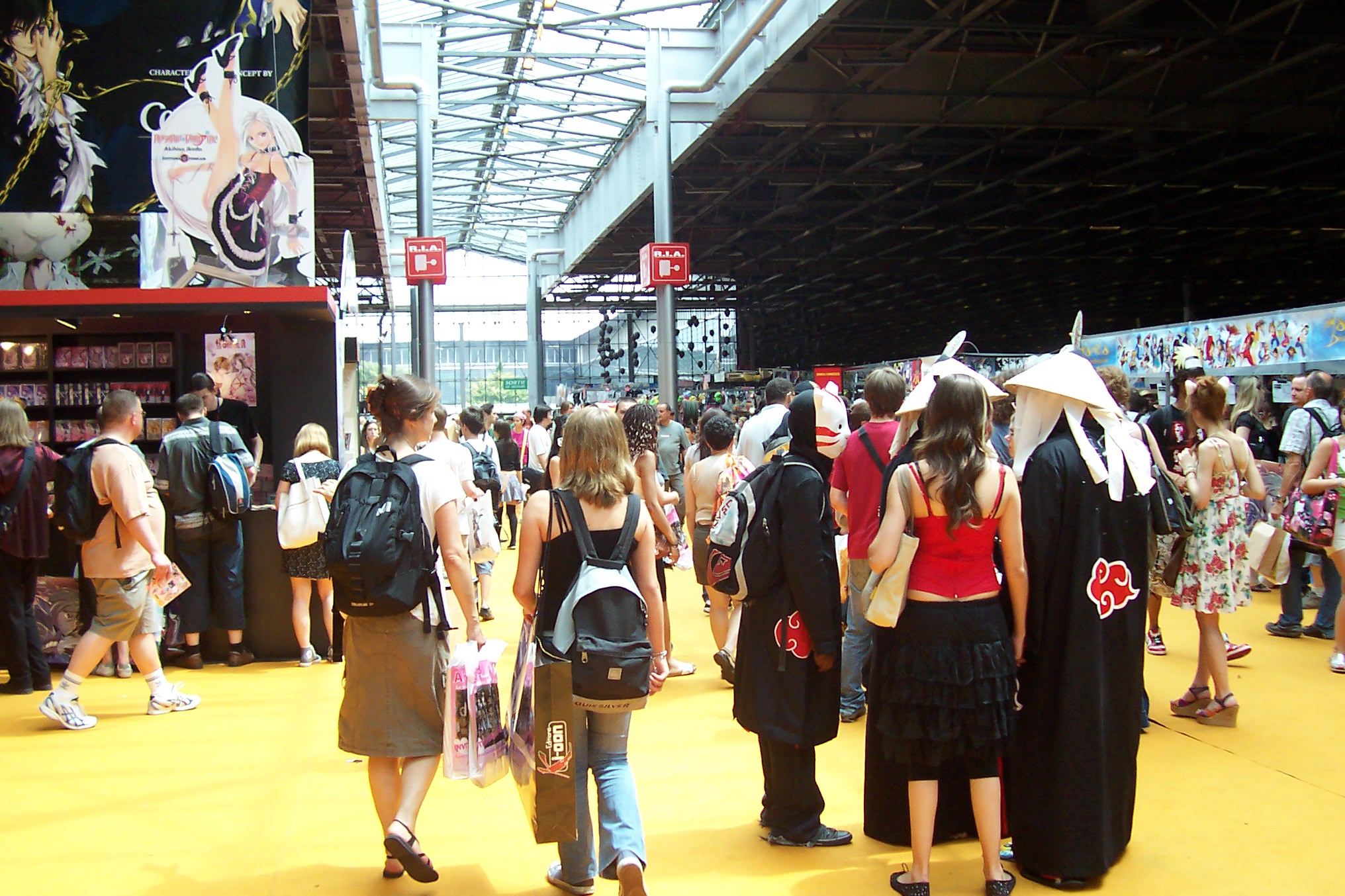
Vue de la convention en 2009.

- Dates et lieu : du 2 au 5 juillet 2009 au parc des expositions de Paris-Nord Villepinte
- Visiteurs : 165 501
- Superficie : 95 000 m2
- Nombre d'exposants : 501
- Invités[41] :
  - Anime et manga : CLAMP, Shin'ichirō Watanabe, Moriyasu Taniguchi, Mizuho Nishikubo, Mitsuhisa Ishikawa, Shiori Furukawa, Akemi Takada, Natsuki Takaya, Sakae Esuno, Daisuke Nishijima, Dai Satō, Hitoshi Ichimura, Tetsuya Nishio, Junko Takeuchi, Takami Akai, Akemi Hayashi, Kazuya Hatazawa, Shōtarō Morikubo, Hikari Yamaguchi, Yuuichiro Hirata, Shintaro Akiyama, Ryousuke Katoh, Benjamin, Lu Ming, Ji Di, Aurore, Benjamin Reiss, Olga Rogalski, Ludo Lullabi
  - Jeux vidéo : Masachika Kawata, Kentaro Noguchi, Akitoshi Kawazu, Kazuyuki Kurashima, Hirakin
  - Musique : AKB48, Aoi, Asuka, Trill-Dan, Suns Owl, Gari, Yui Makino, RA:IN, School Food Punishment, Mosaic.Wav, Kanon Wakeshima, Vistlip, ZamZa N'Banshee, Puffy AmiYumi, Meg

### 2010
- Intitulé : Japan Expo 11e Impact[42]

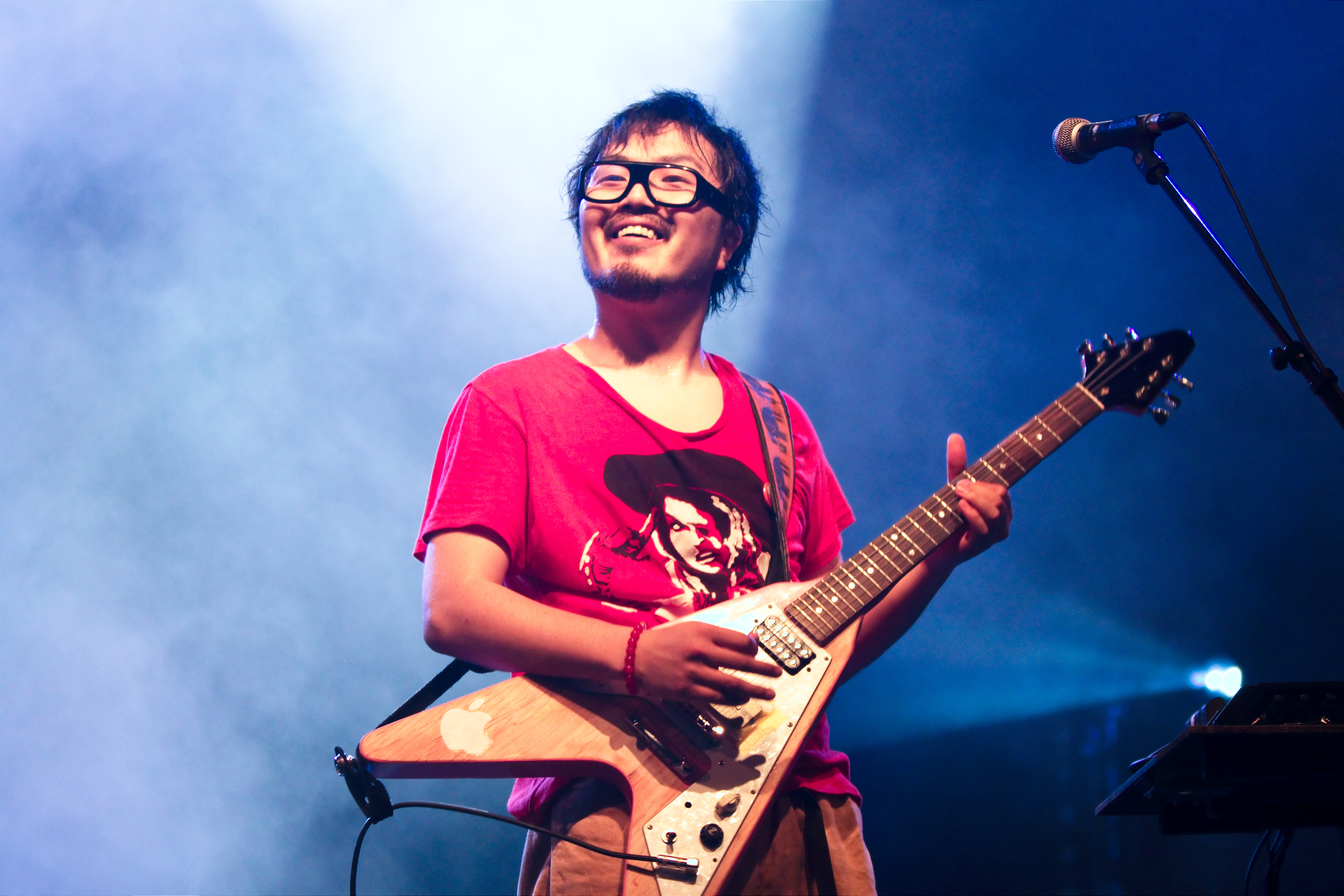
Root Thumm en concert en 2010.

- Dates et lieu : du 1er au 4 juillet 2010 au parc des expositions de Paris-Nord Villepinte
- Visiteurs : 173 680
- Superficie : 100 000 m2
- Nombre d'exposants : 567
- Invités[43] :
  - Anime et manga : Tsukasa Hōjō, Kenji Kodama, Hiro Mashima, Masakazu Katsura, Jun Mochizuki, Kazue Kato, An Nakahara, Aya Kanno, Yuko Shimizu, Midori Harada, Florent Maudoux, Dara, Raf, Maliki, Ancestral Z
  - Jeux vidéo : Hideo Kojima, Noriyuki Iwadare, Hiromichi Tanaka, Dave Cox, Naoki Maeda
  - Musique : Morning Musume, Yoshiki et Toshi, Seikima-II, Vivid, Gibier du Mari, Hitt and Guests, Ai Takekawa, die!!die!!color!!!, Long Shot Party, Root Thumm, Doping Panda, Anipunk, C-Zone, Natsuko Aso, Baby Jin, Clémentine, Kanon, Moon Kana, ☆Wotaku World Wave☆
  - Autres : Gamushara Oendan, Antoine Kruk, Christelle Huet-Gomez

### 2011
- Intitulé : Japan Expo 12e Impact[44]

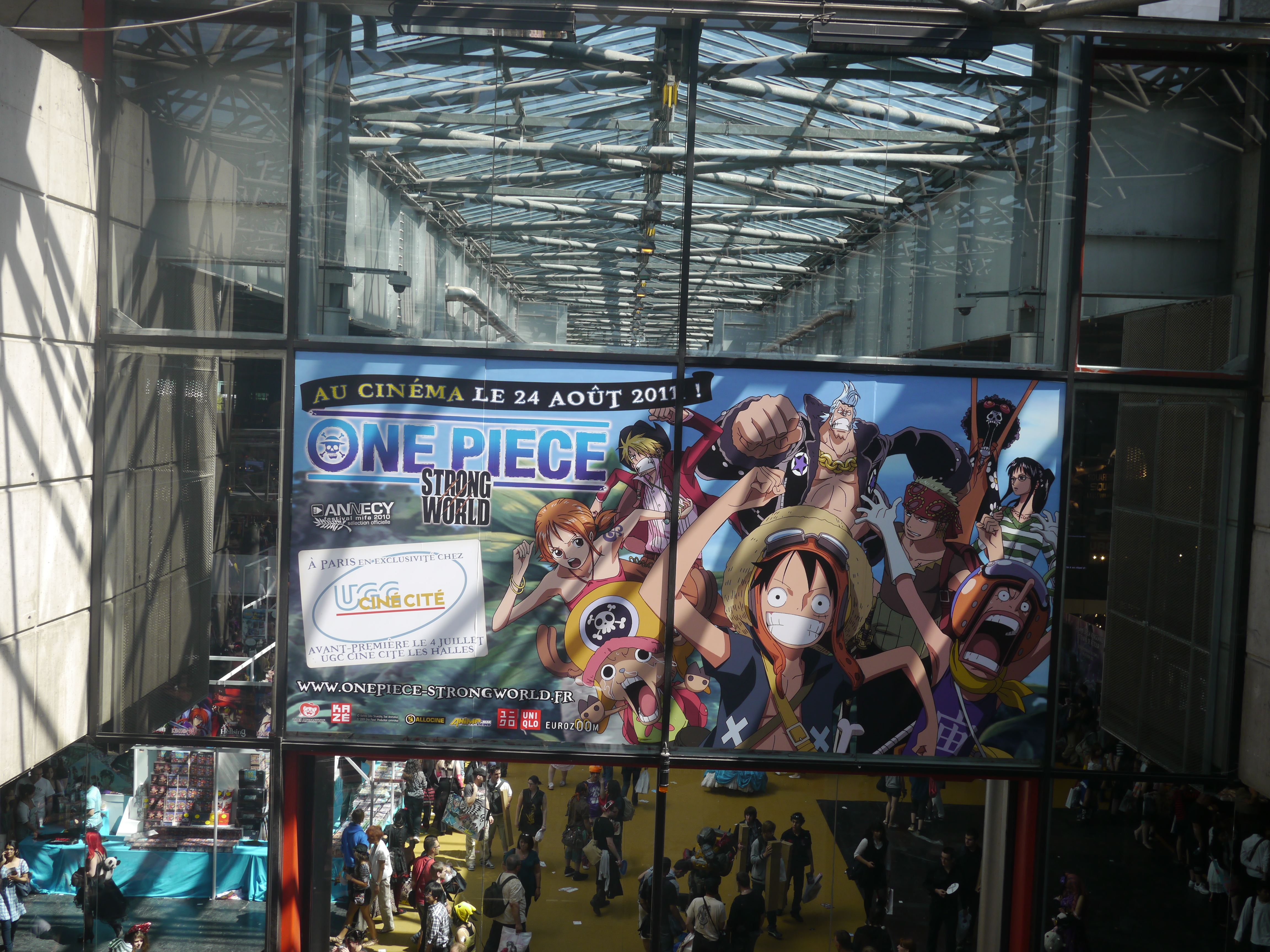
Entrée de la convention en 2011.

- Dates et lieu : du 30 juin au 3 juillet 2011 au parc des expositions de Paris-Nord Villepinte
- Visiteurs : 192 000
- Superficie : 100 000 m2
- Invités[45] :
  - Anime et manga : Yumiko Igarashi, Toko Kawai, Yasuhiro Nightow, Shiitake, Hinako Takanaga, Yoshiki Tonogai, Nobuteru Yūki
  - Jeux vidéo : Hideo Baba, Yoshitaka Goto, Katsuhiro Harada, Hiroyuki Kaneko, Hiroshi Matsuyama, Goichi Suda, Shuji Yoshida
  - Musique : 1000say, Dream Morning Musume, Golden Bomber, Hangry & Angry, LAZYgunsBRISKY, Lightning, Manu, May'n, MEG, Keisho Ohno, Michiru Ōshima, Neeko, PASSPO☆, Iruma Rioka, Shanti, TarO&JirO, X Japan, Akira Yamaoka, Yume Duo, Yuuhei-satellite and Yuuhei-catharsis
  - Sports : Kamui, Ronin, Sugi
  - Autres : Alice Brière-Haquet, h.NAOTO, Christelle Huet-Gomez, Céline Lavignette-Ammoun, Takeshi Miyagawa, Kyûton, Les Romanesques

### 2012
- Intitulé : Japan Expo 13e Impact[46]

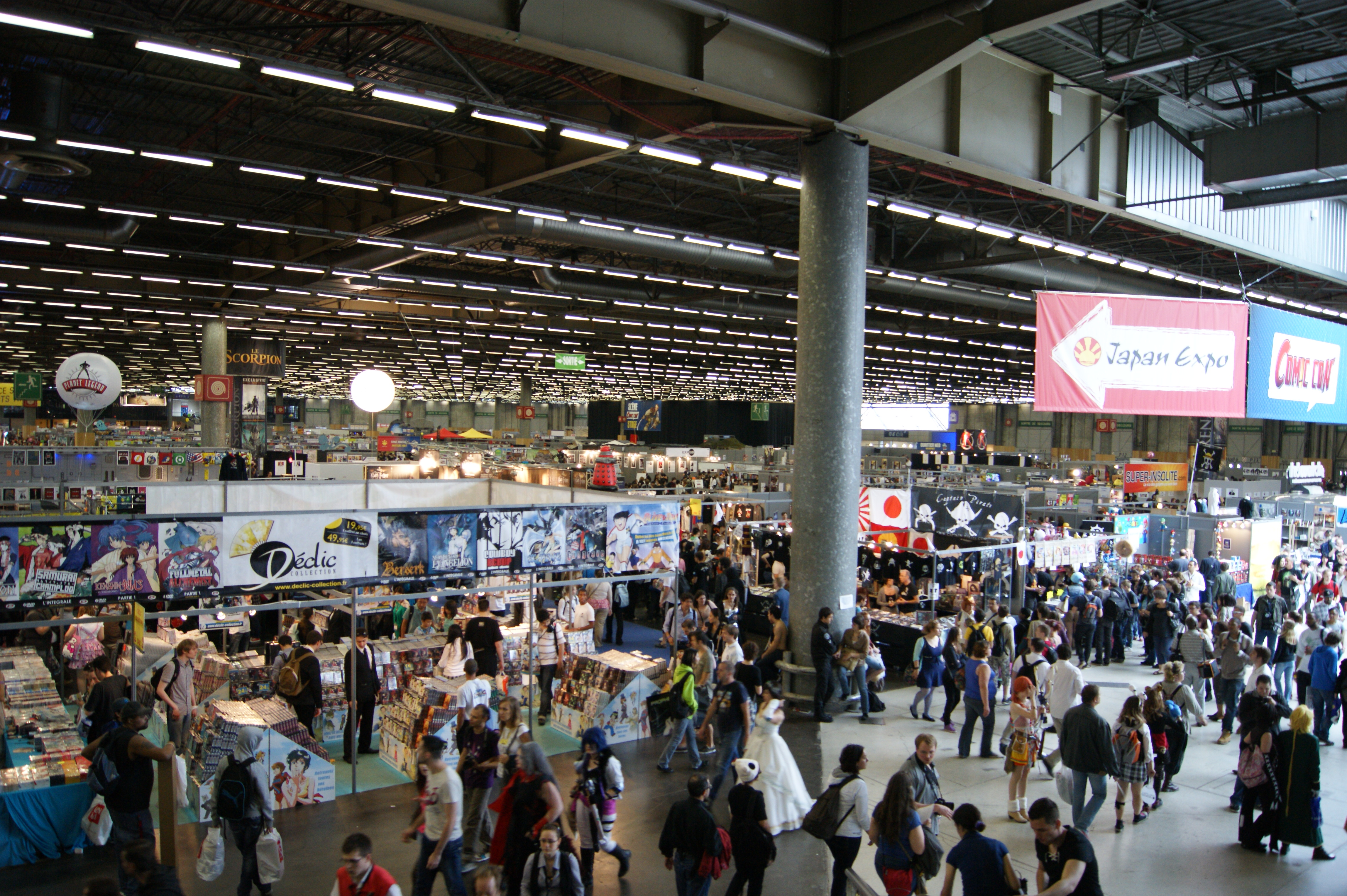
Vue de la convention en 2012.

- Dates et lieu : du 5 au 8 juillet 2012 au parc des expositions de Paris-Nord Villepinte[47]
- Visiteurs : 219 614
- Superficie : 120 000 m2
- Nombre d'exposants : 652
- Invités[48] :
  - Anime et manga : Natsumi Aida, Moto Hagio, Hideo Katsumata, Toshio Maeda, Masao Maruyama, Haruhiko Mikimoyo, Tetsuya Saruwatari, Makoto Shinkai, Rei Toma, Tetsuya Tsutsui, Naoki Urasawa, Brigitte Lecordier, Éric Legrand,Philippe Ariotti Samantha Bailly, Berrizo, Alice Brière-Haquet, Furo et Mimi, Gogeta Jr, Christelle Huet-Gomez, Ibi, Ein Lee, Marlène, Chiaki Miyamoto, Jérôme Morel, Sakizo, Salagir, Shiitake, Monsieur To, TroyB
  - Musique : Anli Pollicino, DaizyStripper, Flow, Hemenway, Junko Iwao, Man with a mission, Momoiro Clover Z, Professeur Sakamoto, Satsuki, Kohei Tanaka, Virgo, Kyary Pamyu Pamyu
  - Jeux vidéo : Hideo Baba, Stéphane Bole, Katsuhiro Harada, Shinji Hashimoto, Satoru Iwata, Yoshihisa Kishimoto, Keiji Inafune, Julien Merceron, Yoko Shimomura, Naoki Yoshida
  - Autres : Kamui, Mariya Nishiuchi, Triple Tails.S

### 2013
- Intitulé : Japan Expo 14e Impact[49]

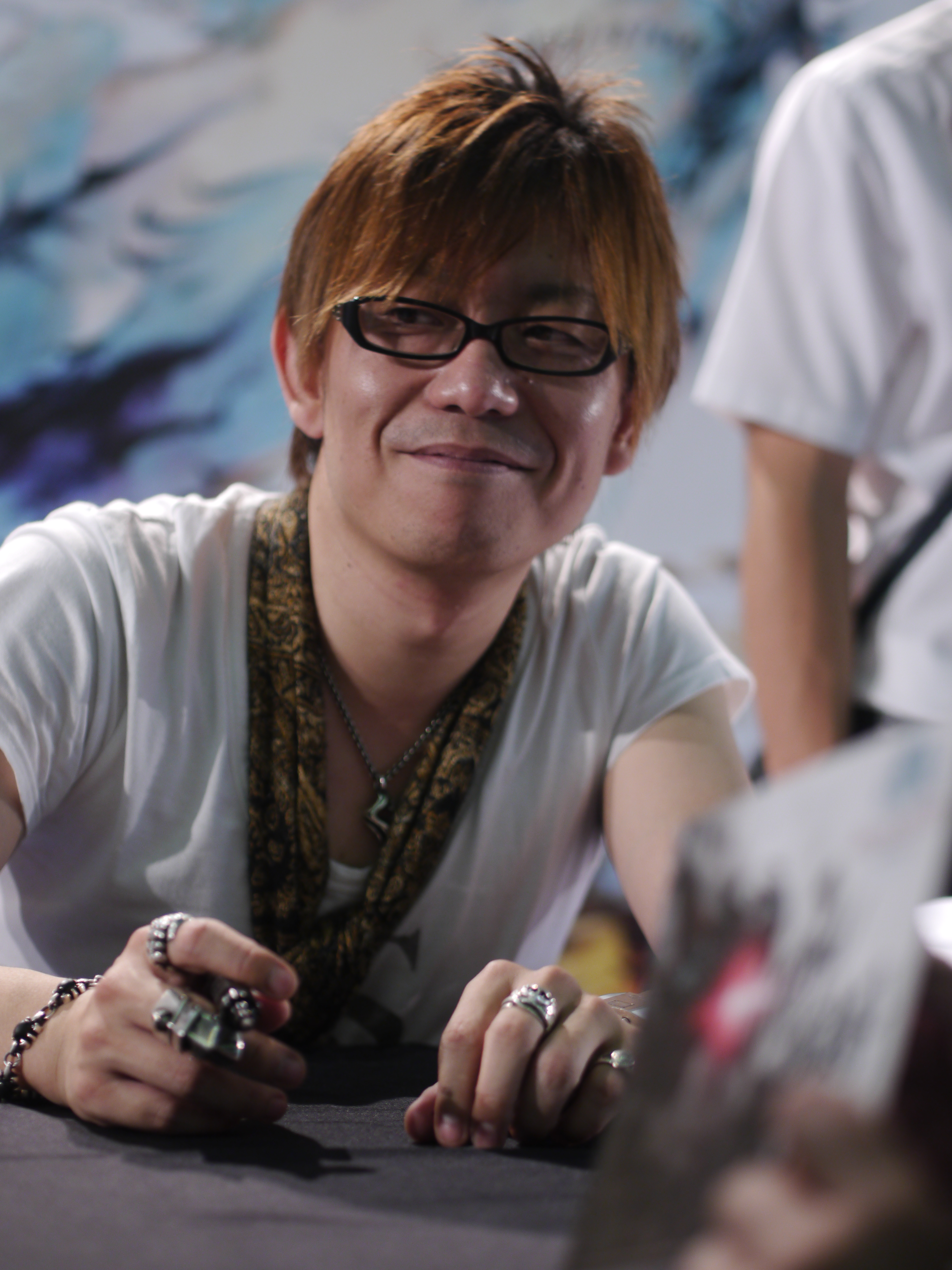
Naoki Yoshida en dédicaces en 2013.

- Dates et lieu : du 4 au 7 juillet 2013 au parc des expositions de Paris-Nord Villepinte
- Visiteurs : 232 876
- Superficie : 125 000 m2
- Nombre d'exposants : 713
- Invités[50] :
  - Anime et manga : Tetsuo Hara, Masahiro Ikeno, Atsuhiro Iwakami, Shōji Kawamori, Kim Byung Jin, Keito Kōme, Toshiyuki Kubooka, Tomonori Ochikoshi, Aya Oda, Mamiya Takizaki, Tatsuyuki Tanaka, Samantha Bailly, Jérôme Hamon, Shiitake
  - Cosplay : Kamui Cosplay, Minh Luan Cosplay, Simon Newton
  - Musique : Aki Akane, angela, Cute, Dear Loving, Deathgaze, Dempagumi.inc, J☆Dee’Z, Kao=S, Anam Kawashima, Kylee, May'n, Maywa Denki, Nightmare, Ninjaman Japan, Sansanar, Urbangarde
  - Mode : Tsubasa Masuwaka, Una
  - Jeux vidéo : Akimbo Lionheart, Kaiso Aoki, Yoru Hoshiyo, Hideo Baba, Katsuhiro Harada, Shinji Hashimoto, Yoshinori Kitase, Hisashi Koinuma, Tetsuya Nomura, Motomu Toriyama, Naoki Yoshida
  - Autre : Ray Fujita, Laure Kié, Kikutaro, Katsuyuki Konishi, Natsuna, Kazma Sakamoto, Daisuke Sekimoto, Hiromu Takahashi, Junko Takeuchi

### 2014
- Intitulé : Japan Expo 15e Impact[51]

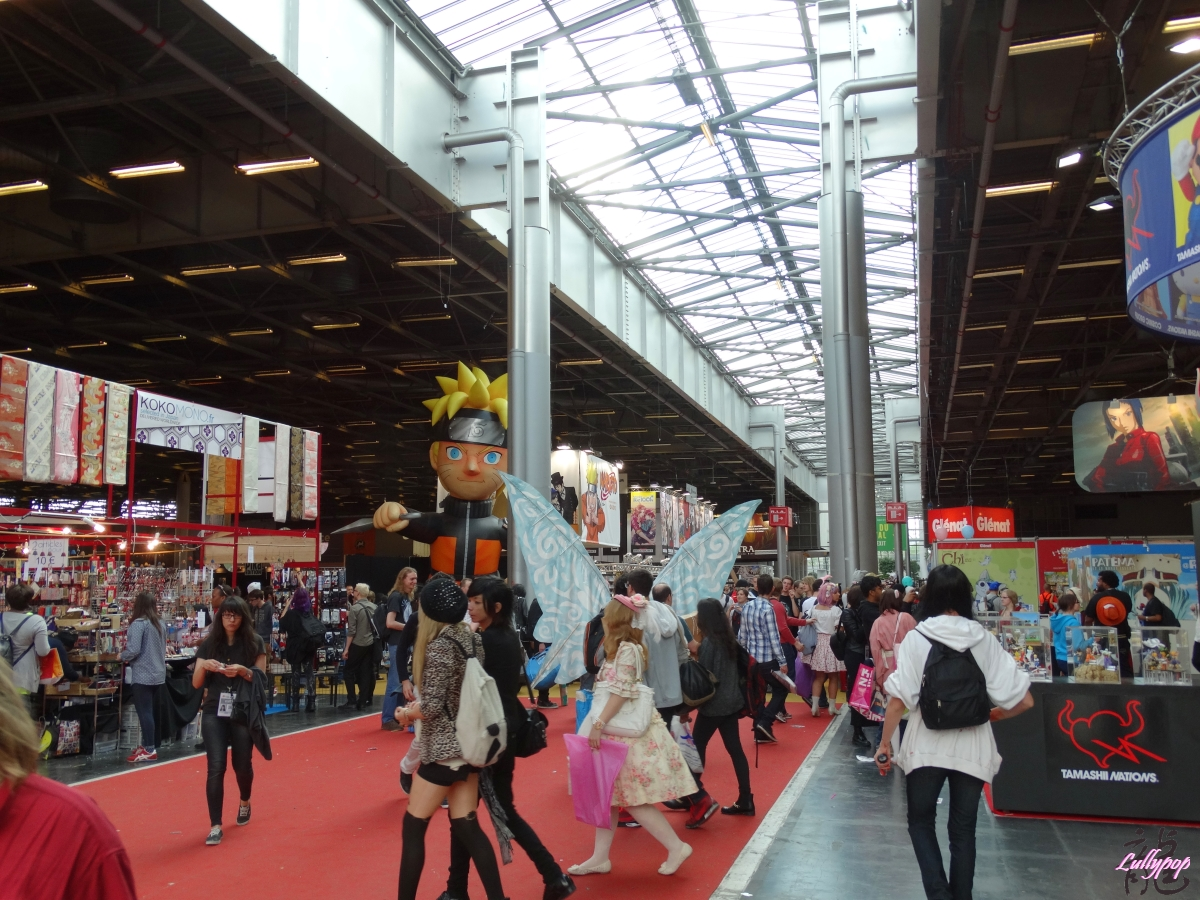
Vue de la convention en 2014.

- Dates et lieu : du 2 au 6 juillet 2014 au parc des expositions de Paris-Nord Villepinte
- Visiteurs : 240 189
- Superficie : 125 000 m2
- Invités[52],[53] :
  - Manga : Izumi Matsumoto, 326, Ehime, Kamui Fujiwara, Kachō Hashimoto, Chiaki Miyamoto, Rihito Takarai, Ryūhei Tamura, Elsa Brants, Nikki Asada
  - Anime : Kitarō Kōsaka, Masao Maruyama, Shinji Aramaki, Yoshiyuki Itô, Iwamoto Tatsuro, Ippei Kuri, Tsuda Kenjiro
  - Jeux vidéo : Daigo Ikeno, Hironobu Sakaguchi, Tatsuro Iwamoto, Ryozo Tsujimoto, Hideo Baba, Hiroshi Matsuyama, Daisuke Murano
  - Musique : Berryz Kobo x °C-ute, Yoshiki, 1000say, A for-Real, Gacharic Spin, Glowlamp, Hakuei, Kalafina, Shōko Nakagawa, Nogizaka, Yuka and Masaki, NoGod, Loka, Sexy, Bad and heavy, Malca, Rhythmic Toy World, Kasstrick Bacteria, Tatsuro Iwamoto, Orange Port, Hakuei, Litchi☆Hikari Club, Pretty Guardian Sailor Moon, DJ Caesar, DJ Keitan, Kawaii Area, Noémie Alazard, Kamijo, Horie Yui, moumoon, Tsukiyoi, Wagakki Band, Hayashi Yoshiki
  - Web culture : Flander's Company, Joueur du grenier, Noob, Le Visiteur du futur, Antoine Daniel, Mathieu Sommet, LinksTheSun
  - Cosplay : Laura Nikita S., Cécile Sikay A., Eva Annshella A., Shibeez & Milou, Jean-Daniel Arlek1 P., Sakuraflame, Ako & Faby, Alexandra Lex K., Kaname
  - Culture et traditions : Ouen-zai, Takarabune, Maïtre Kanroku & Mokugûsha, Satsumasendai Odoridaiko, Wagakki Band, Tsukiyoi, Sukippa Hasuppa, Sansanar, Aozora Ôendan, Megumi Abiko, be japon, Hiroko Watanabe, Miho, Rio Haruki, les sœurs Nagiya, Nammy Mikami, Chika and Momoko, Kazuko Watanabe, Les Troubadours colombe bleue, Yoshiki, Aozora Ôendan
  - Sports : Ultimo Dragon, Kenbai, Rasse

### 2015
- Intitulé : Japan Expo 16e Impact[54]

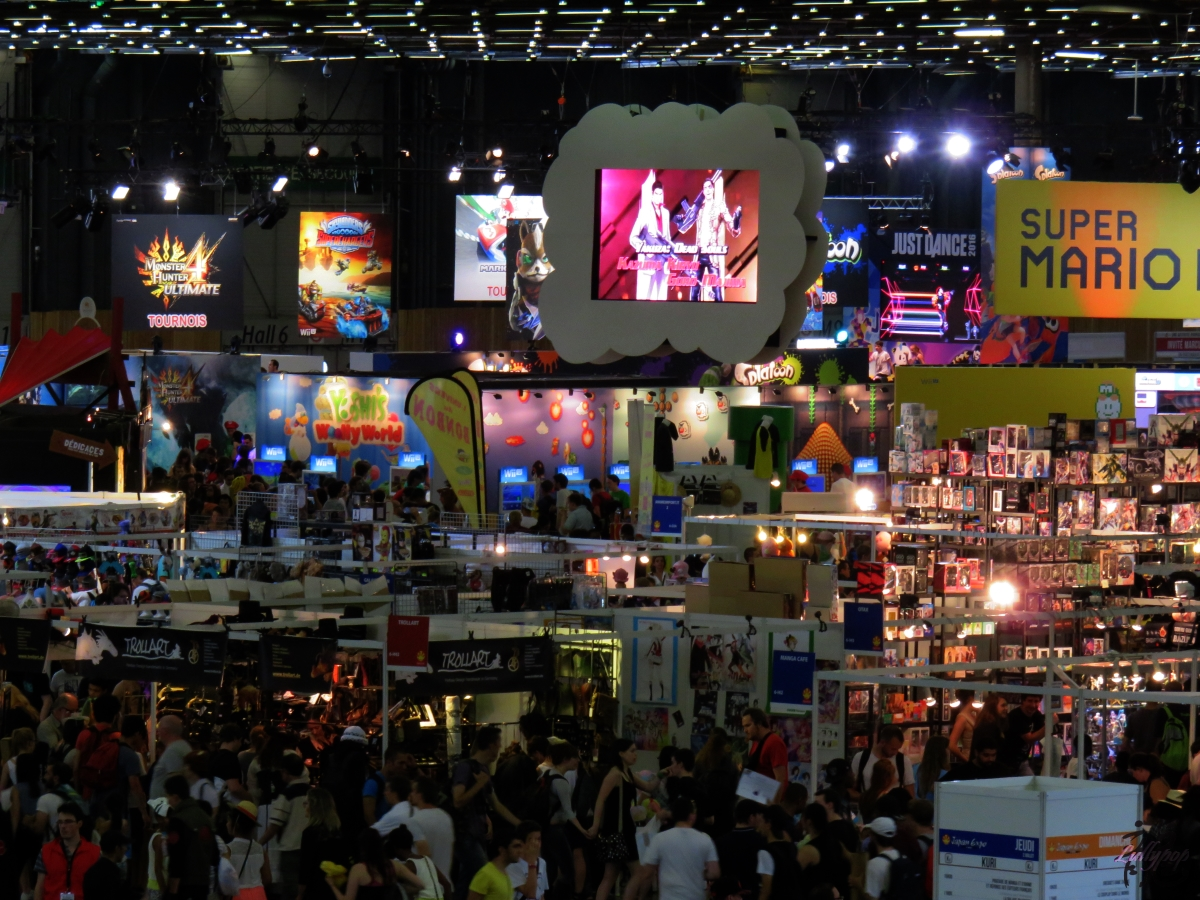
Vue de la convention en 2015.

- Dates et lieu : du 2 au 5 juillet 2015 au parc des expositions de Paris-Nord Villepinte
- Visiteurs : 247 473
- Superficie : 135 000 m2
- Invités[55],[56] :
  - Anime et manga : Boichi, Ein Lee, Ken Akamatsu, Yoshiyuki Sadamoto, Shichirō Kobayashi, Yūsuke Kozaki, Reki Kawahara, Abec, Kenjiro Hata, Masumi Asano, VanRah, Eiji Ōtsuka, Tatsuya Asano, Michihiko Suwa, Tetsuya Watanabe, Hirokatsu Kihara, Elsa Brants, Azumi Inoue, Tsusaka Saimura, Kôzô Takahashi, Kaoru Wada, Keiichi Itō, Hiromu Arakawa, Shiitake, Samantha Bailly, Alice Brière-Haquet, La Luciole masquée, Kô Nakajima, Makoto Niwano, Yûko Sugiyama, Mako Haccho, Taegi, Koré Yamazaki
  - Musique : Back-On, Baseball☆Girls, Bee Shuffle, Chaw Chaw, Dempagumi.inc, Eir Aoi, Ilu Grace, Yaiba and Yasuharu Takanashi, Vamps, Kamini !, Hyde, K.A.Z, Hiroshi Motofuji, Kenji Fujisawa, -Kiji-, Kinohachi, Shotaro Mitsuzono, Yoshihisa Ichikawa, Jun Takayama, Azumi Inoue, Neko Light Orchestra, Jagmo, Mana Ito, Kasumi Higurashi, Noritoshi Ikeya, Tomohumi Shimane, Hitomi Kuroishi, One Not'E, Pink Babies, Daiki Ise, Luce Twinkle Wink☆, Michinoku Sendai Ori ☆ Himetai, Orange Port, Ai Haruna, Rio Hiiragi, Trio Elm, Airly, Rio Hiiragi, Stalysky, K-Ble Jungle, Enigami, Rie Yunohara, Kana Tsuzuki, Chaw Chaw, Stand-Up! Hearts, Le Lien, Hello Kitty, Kaoru Wada, Keiichi Itoh
  - Littérature : Abec…
  - Jeux vidéo : Shigeru Miyamoto, Takashi Tezuka, Tsubasa Sakaguchi, Yūsuke Kozaki, Jagmo, Marcus, Katsuhiro Harada, Hiroshi Matsuyama, Hisashi Koinuma, Koji Nakajima, Ryo Mito, Kaname Fujioka, Kayane, Naoki Yoshida, Yūji Horii
  - Web culture : Benzaie, e-penser, Golden Moustache, Umi-kun, Jaru Jaru, Joueur du Grenier, LinksTheSun, Le Chef Otaku, InThePanda, Le Visiteur du futur, Noob, Mopowok, Sweet Brain Effect, Le Guide du Survivant, Le Vrac, VoxMakers
  - Cosplay : Yaya Han, TaikoKanou, Milou M., Anne L, Amandine G., Koyo, Yaya Han, Reika, Wirru, Yoshiki, Lynah, Chibi Juice, Yaya Han, Wirru, Reika
  - Culture et traditions : Neo Ballad, Mariwo Fuka, Hiroshi Motofuji, -Kiji-, Kinohachi, Yosakoi Paris Hinode Mai, Yuki Yoneyama, Kaori Kawabuchi, troupe d’Uzumasa Limelight, Stéphane Ferrandez, Rio Haruki, Mariwo Fuka, Kirie, Houkou Nakashima, Takarabune, Wabi Sabi, Satoshi Fujita, Kyoko Hashimoto, Kenji Tsutsumi, Valérie Eguchi, Koyo Daire, Priscilla Moore, Fred Miane
  - Mode : Aiko Miyamoto, motonari ono, Moussy, rienda, Sly, Valérie Moënne
  - Sports : Mitsuru Watanabe, Uzumasa Limelight, -Ideal-, Yuki Yoneyama, Kyomoto, Jill Coulon

### 2016
- Intitulé : Japan Expo 17e Impact[57]

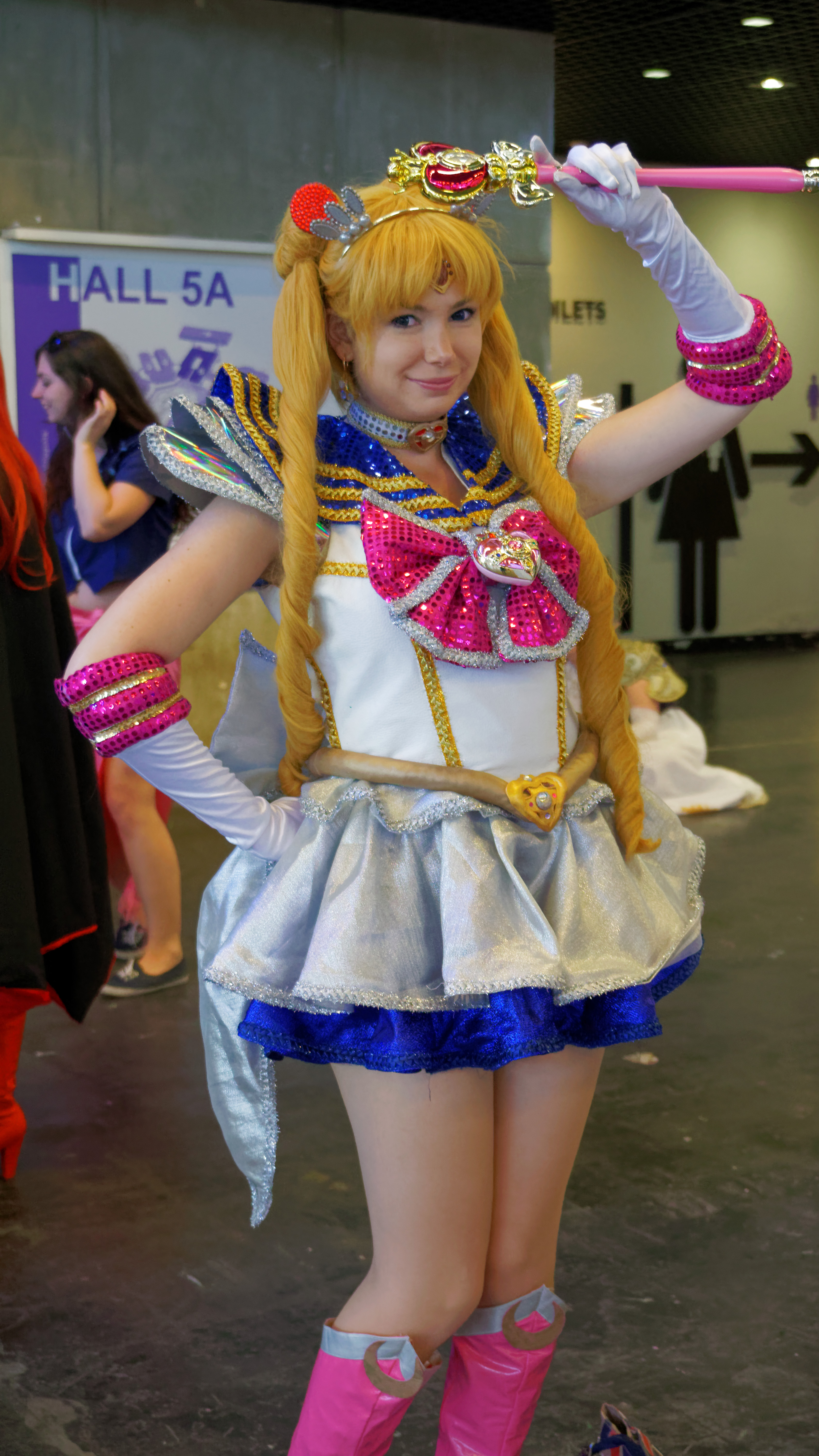
Un cosplay en 2016.

- Dates et lieu : du 7 au 10 juillet 2016 auparc des expositions de Paris-Nord Villepinte
- Visiteurs : 234 852[58]
- Invités[59] :
  - Anime : Redjuice, Eddie Mehong, Masayuki Ozaki, Naohiro Ogata, Mahiro Maeda, Osamu Nabeshima, Shoji Murahama, Stanislas Brunet, Thomas Romain, Yuko Iwasa
  - Manga : Mashima Hiro, Maliki, Shonen, Alexis Tallone, Amandine Tagliavini, Chimaki Kuori, Anne-Laure Jarnet, Camille Moulin-Dupré, Elsa Brants, Emmanuel Nhieu, François Descraques, Florence Torta, Guillaume Lapeyre, Harumo Sanazaki, Hitori Renda, Hiro Mashima, Izu, Linco, Kota Hirano, Nicolas David, Philippe Cardona, Shiori Teshirogi, Reno Lemaire, Thomas Bouveret, Tony Valente, VanRah, Yoko Hanabusa
  - Musique : Babyraids Japan, Cheeky Parade, Egu-Splosion, Hayabusa, Jagmo, Psycho le Cému, Mayuko, Man With A Mission, Rise Of The Northstar, Roa, Yuiga Dokuson, Eri Ito, Zeze-Haha, Hironobu Kageyama, Shiro Sagisu, Saori Kobayashi, Misaki Iwasa, Takaaki Konno
  - Jeux vidéo : Masuda Junichi, Hisashi Koinuma, Junichi Masuda, Masayuki Hirano, Marcus, Yasuyuki Oda
  - Web culture : Brice Duan, Flander's Company, Damned, Gaki Parody, Inthepanda, Noob, Le Chef Otaku, LuccassTV, Umi☆Kuun, Fabien Fournier
  - Cosplay : Lupin, Taeyeon Minemes, Yuegene Fay, Volpin Props
  - Sports : Ace Angel, Ken 45, Kenbai, Senza Volto, Tengwa, Taro Noashi

### 2017
- Intitulé : Japan Expo 18e Impact[60]

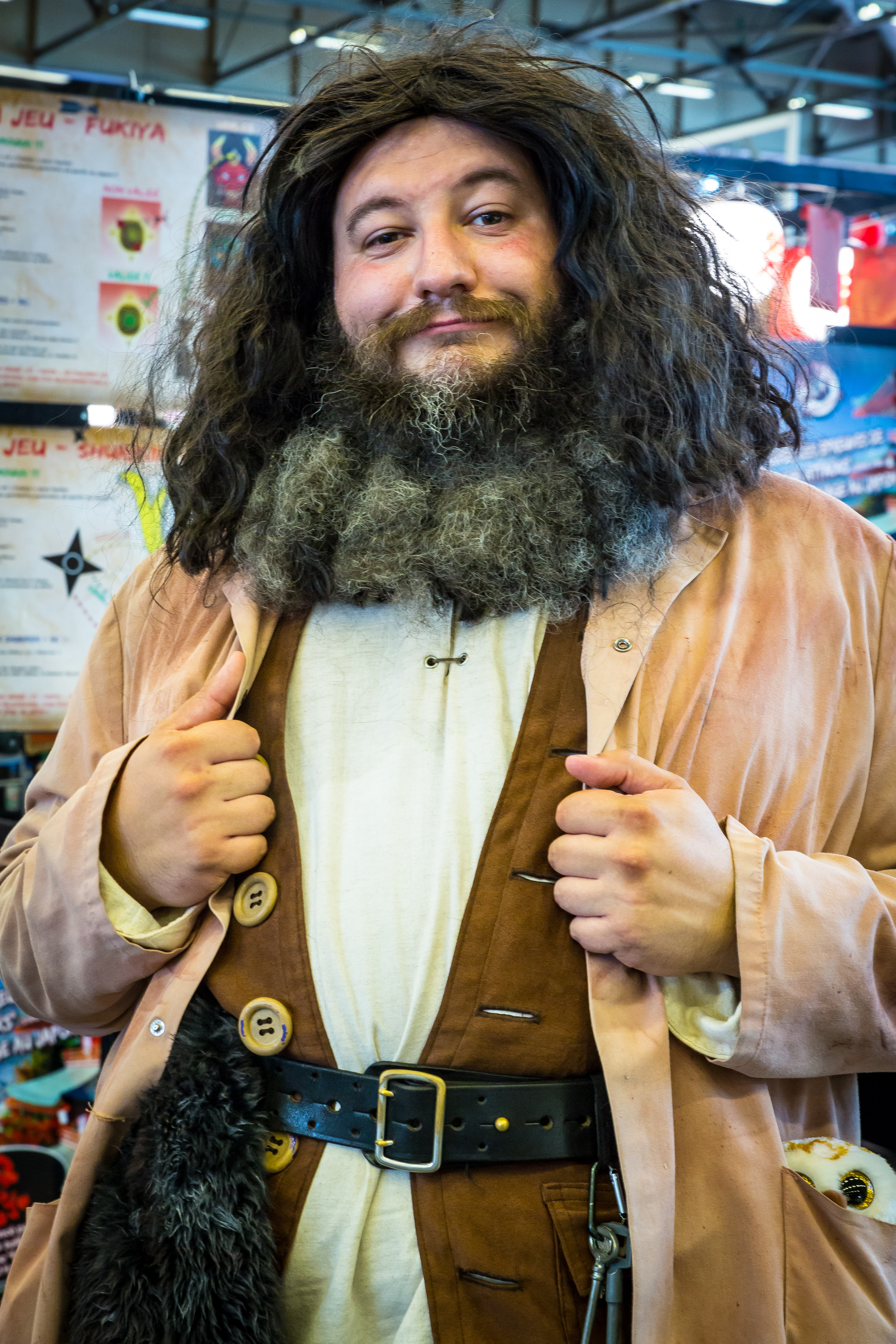
Un cosplay en 2017.

- Dates et lieu : du 6 au 9 juillet 2017 au parc des expositions de Paris-Nord Villepinte
- Visiteurs : 238 241
- Superficie : 135 000 m2
- Nombre d'exposants : 687
- Invités :
  - Manga : Art of K, Cab and Kta, Caly…
  - Jeux vidéo : Shinji Hashimoto, Marcus, Kazutaka Kodaka, Enigami, Satoru Takizawa, Eiji Aonuma, Shinji Hashimoto, Yusuke Nakano
  - Musique : Annin Showchestra, Break☆Through“5, Epic Star, Kamitsuki, Kukatachii, Monoeyes, Neko Light Orchestra, Nijicon, notall, The World Standard, Toranoko Rammy, suga/es, UMI☆KUUN, Yoshiki
  - Web culture : Anne-Laure Jarnet, Brice Duan…
  - Littérature : Cécile Duquenne, Céline Etcheberry…
  - Sports : Andy Wu…
  - Cosplay : Ashe, Echow, Minh Luan Cosplay, Kairi, Naru, Nikita Cosplay
  - Conférences : Minh Luan Cosplay

### 2018
- Intitulé : Japan Expo 19e Impact[61]

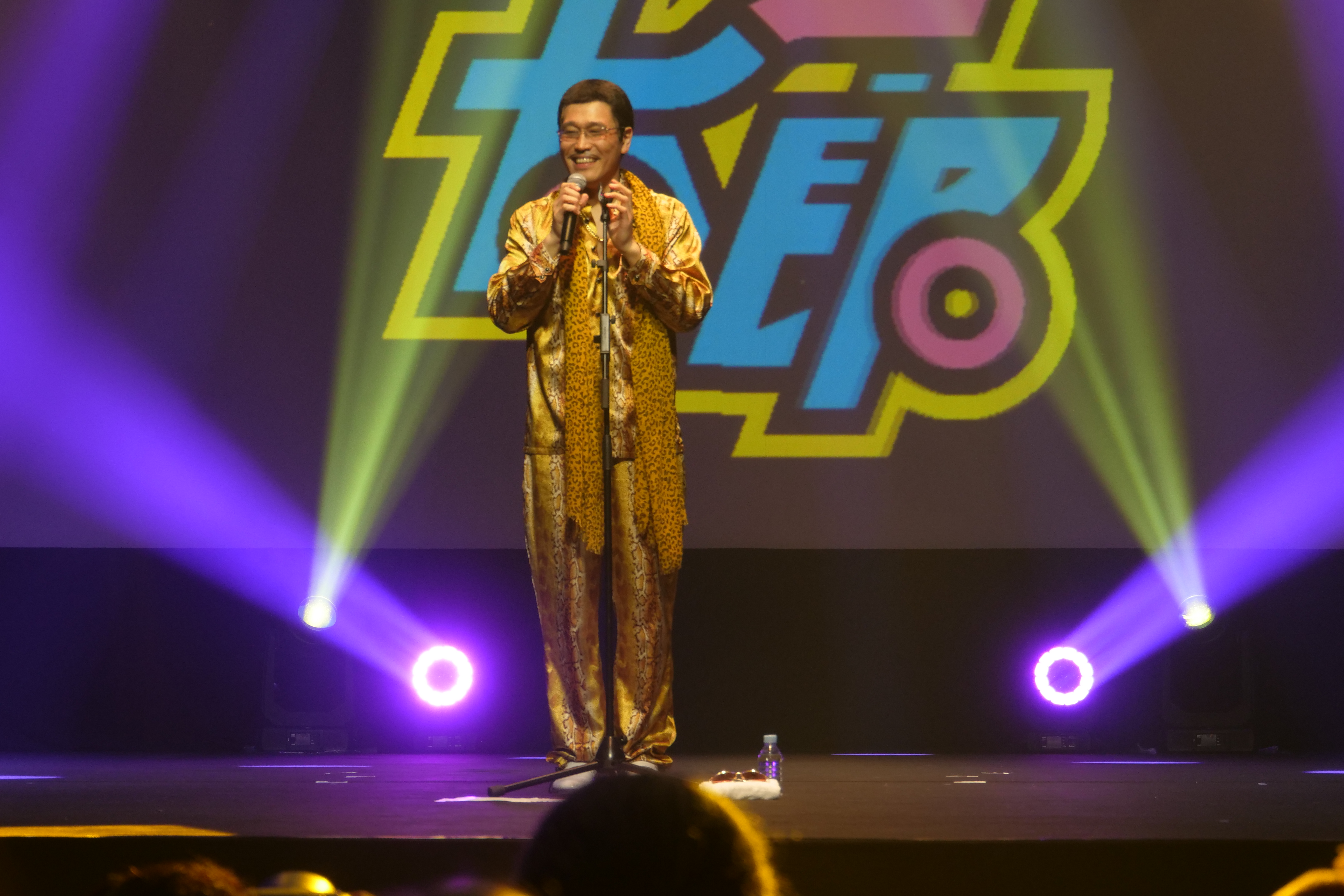
Piko Taro sur la scène en 2018.

- Dates et lieu : du 5 au 8 juillet 2018 au parc des expositions de Paris-Nord Villepinte
- Visiteurs : 247 919
- Superficie : 140 000 m2
- Nombre d'exposants : plus de 900
- Invités[62] :
  - Anime : Toshihiro Kawamoto, Masayhiko Minami, Keiko Nobumoto, Shinichiro Watanabe, Kimitoshi Yamane, Nobuhiro Arai, Mari Suzuki, Shingo Adachi, Masami Niwa, Manabu Ono, Hidetaka Tenjin, Thomas Astruc
  - Manga : Atsushi Ohkubo, Yoshitoki Oima, Nicke, Itsuki Kameya, Chi, Reno Lemaire, Miya, Samantha Bailly, Romain Lemaire, Shonen, Yami Shin, Maître Gims, Darcy, Jd Morvan, Yoshiyasu Tamura, Aienkei, Antoine Dole, Christophe Cointault, Enaibi, Izu, Kalon, Vanrah, Vinhnyu, Tony Valente
  - Jeux vidéo : Yasunori Nishiki, Masashi Takahashi, Shintaro Kojima, Daisuke Sato, Sôhei Niikawa, Yasuyuki Oda, Bounthavy Suvilay, Marcus
  - Musique : TRF, Callme, Crystal Lake, =Love, Maneki Kecak, Mesemoa., Mika Kobayashi, Misaki Iwasa, Pikotaro, Sweep and Dj Yoku, The Sixth Lie, WI-FI-5, Yoko Takahashi, Cécile Corbel, Neko Light Orchestra, Banzai Japan, Tercera Traps, Emi Arisaka, +A (Akira - Ayasa), Luv K Raft, Mirei, Miura Ayme, Touken Ranbu, Iruzu Amase, Tokyo Rickshaw
  - Web culture : Aurélien, Anis, LeChefOtaku, Noob, Trash
  - Culture et traditions : Akara, Aki Hiroshima Busho Tai, Gaho Takahashi, Gamushara Oendan, Kaein, Katanaya Ichi, Kirie, Okazu, Samurai-Kamui, Satsumasendai Odori-Daiko, Takarabune, Taro Fukushika, Yosakoi European Show
  - Cosplay : Arlequin, Drefan, Gladzy Kei, Its Raining Neon, Mogu, Tinyasuo
  - Sports : Mister Cacao

### 2019
- Intitulé : Japan Expo 20e Impact

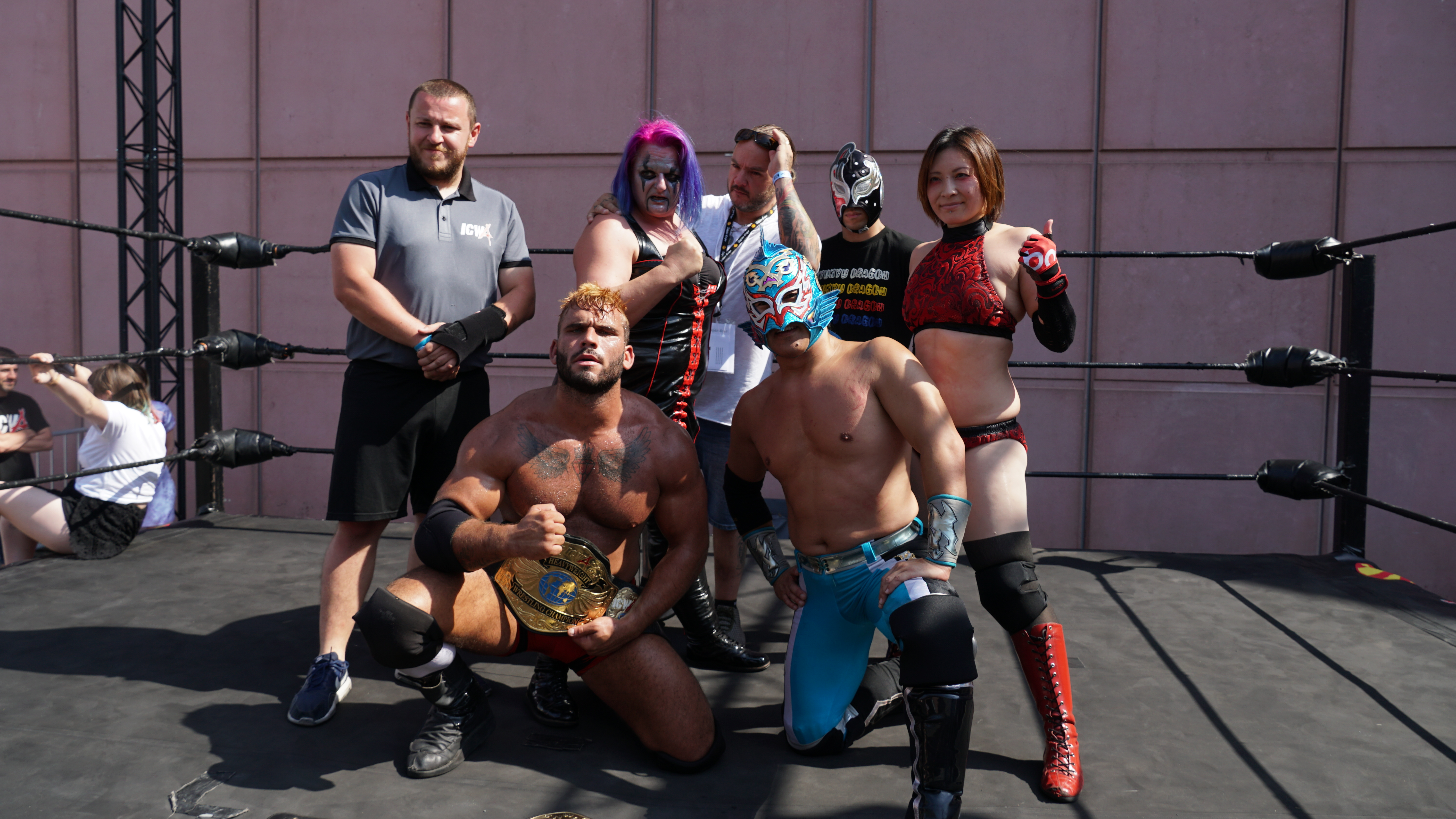
Catcheur sur le ring en 2019.

- Dates et lieu : du 4 au 7 juillet 2019 au parc des expositions de Paris-Nord Villepinte
- Visiteurs : 252 510[63]
- Superficie[64] : 140 000 m2
- Invités[65] :
  - Anime et manga : Leiji Matsumoto, Gô nagai, Yoshiyuki Tomino, Aurore, Art-Of-K, Rie Agura, Mokoto Aizawa, Jérôme Alquie, Caly, Philippe Cardona, Frédéric Charve, Hiroki Goto, Keiden, Kira Yukishiro, Daiki Kobayashi, Reno Lemaire, Romain Lemaire, Di Nianmiao, Salvatore Nives, Kenshirô Sakamoto, Rossella Sergi, Yami Shin, Shonen, Tony Valente, Tsuyoshi Takaki, Brigitte Lecordier, Toshinari Shinohe, Yoko Takahashi
  - TV : Bioman (Michiko Makino, Akito Osuga, Naoto Ota, Ryôsuke Sakamoto), Sumiko Tanaka, France Five
  - Jeux vidéo : Toshiyuki Kusakihara, Genki Yokota, Nobuyuki Kuroki, Hiroshi Matsuyama, Yoann Gueritot, Yumi Saji, Kazuko Shibuya, Naoki Yoshida
  - Musique : Ai Otsuka, Angela, Michel Barouille, Dadaroma, Ilu Grace, Aya Hirano, Mika Kobayashi, Claude Lombard, Miwa, Task Have Fun, The Sixth Lie, Yoshiki, VM5, We=Mukashibanashi, Fure Fure Danshi -Boys-, Caspa, Iron Attack!, Salome No Kuchibiru, Starrysky, Neko Light Orchestra, Naheulband
  - Web culture : Brice Gaming Z, Julie Japon, Julien Fontanier, La Flander's Company, Le Visiteur du futur, Missjirachi, Noob, Tremplins Web
  - Cosplay : Twiin Cosplay, Yuegene Fay, Yaya Han
  - Culture et traditions : Izuru Amase, Asakusa Kenbukai Edge, Gamushara Oendan, Ichitarô, Kaien, Kamui, Katanaya Ichi, Kirie, Kooya, Reison Kuroda, Maihime, Miho, Yuzu Natsumi, Kanaki Sada, Takarabune
  - Mode : Kennycreation, Nobuaki Tomita
  - Sports : Puroresu
  - Cuisine : Gastronogeek
  - Autres : Bang, Wes-P

### 2020 et 2021
Le festival est reporté en 2022 à cause de la crise du Covid-19.

### 2022
- Intitulé : Japan Expo 21e Impact[67]

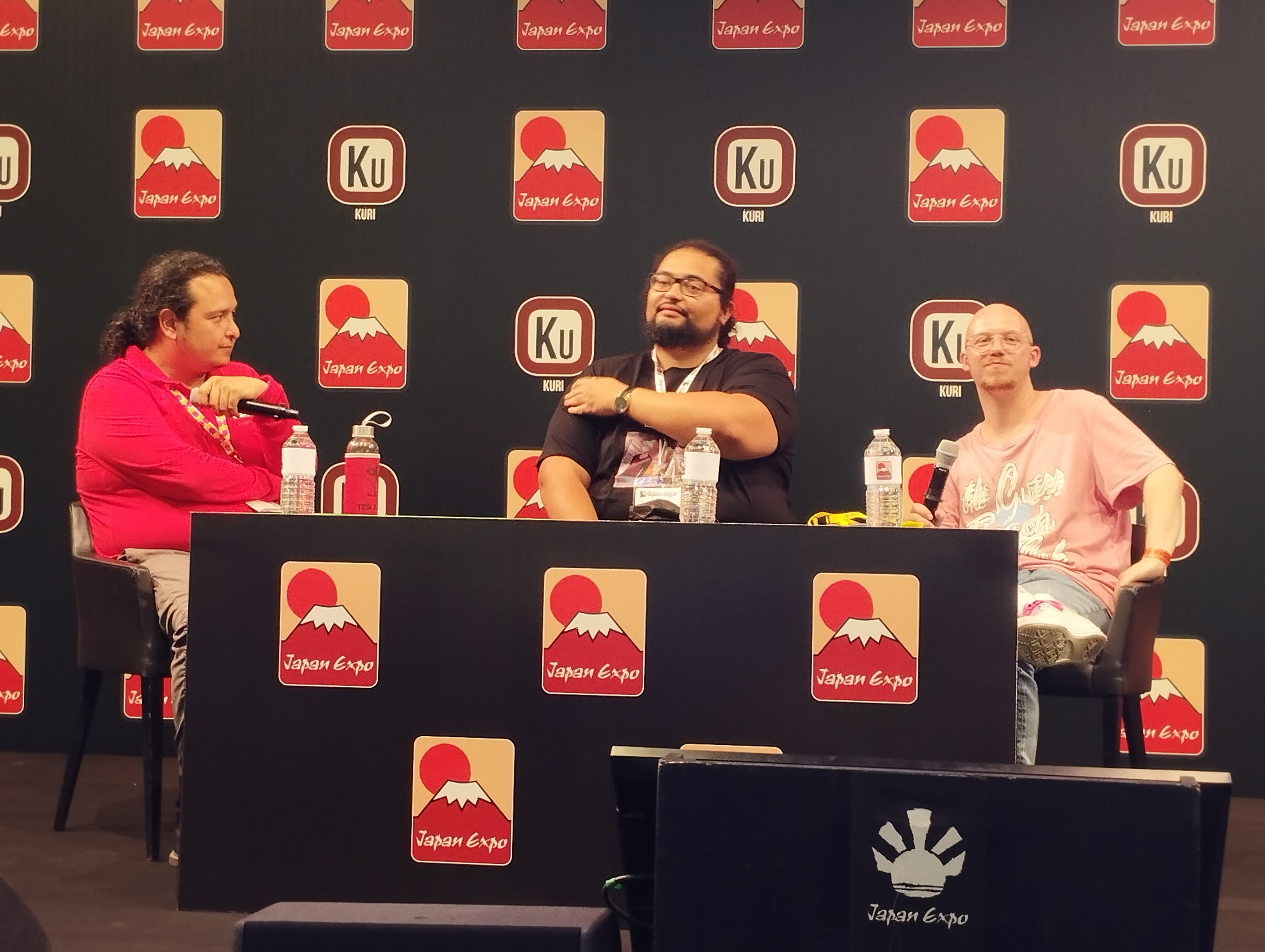
Conférence du Chef Otaku

- Dates et lieu : du 14 au 17 juillet 2022 au parc des expositions de Paris-Nord Villepinte
- Visiteurs : 254 084[68]
- Superficie : 140 000 m2
- Nombre d'exposants : 944
- Invités[69] :
  - Anime : Junichi Hayama, Mamoru Yokota, Brigitte Lecordier, Thomas Astruc, Alexis Tomassian, Savin Yeatman-Eiffel, Yukio Takatsu, Toshinari Shinohe, Leo Ashizawa, Trunkyzoo, Makoto Kimura, Hiroshi Seko, Enzo Ratsito, Simon Herlin, Kelyan Blanc
  - Musique : Blank Paper, Miwa, Femm, Mika Kobayashi, Yohei Onishi, Unione, Kannagi Rabbits, Serikana, Singing Cosplayer Hikari, Nuit Incolore, Lean Chihiro, Kyoshi Sad, D.Ace, NTNT (No Time No Tune), Starrysky, Jimmy Tillier, Paris Sanshin Club, Kagura Musou, Kuni-Ken, Akara, Waccha, Emi Hariyama & Yu Mashiko
  - Jeux vidéo : Hiroshi Matsuyama, Yûsuke Kozaki, Sheshounet, Edward
  - Cinéma : Yuji Kaida, Geki X Ciné, François Descraques, Uko Oshia, Michihiko Suwa, Florent Dorin, Enya Baroux, Vincent Tirel, Lénie Cherino, Assa Sylla, Raphaël Descraques, Ludovik, Cécile Auclair, France Five
  - Danse : E.L. Squad, Bang, Takarabune, Katsumi Sakakura, Yasumin Oluno
  - Cultures et traditions : Yuzu Natsumi, Kamui Samurai Artist, Hiroshima Busho-Tai, Katanaya-Ichi, Kirie, Yosakoi Paris Hinodemai
  - Cosplay : Taryn Cosplay, Pion, Rian Cyd, Littlejem, Ketrin, Irina Meier, Misaki Mori, Muralu, Aldarion Cosplay, Zarkaline, Sören Cosplay, Steeve Li, Sam Irl & Co, Ami_Râle & K_waii, Lileven, Professeur Blackflames, Keyuri & Merey, Captain Cosplay, Galuren, Inmovement, Les Clichés du Lièvre, Edes & Samus
  - Web Culture : Noob, Louis-San, Tokyo no jo, Bob Lennon, Benzaie, Conkerax, Midogeek, Alex Levand, Nekketsu Show, Mont Corvo, Seven Deadly Chesse, Mlle Soso, Db Time, Chef Otaku, Iamblacko, Acky Foxy, Un Chat Gris, Pinkukiwi, Shaows, M.Manel.M, Trombone, Sxonic, Koumo, Nuyjrr, Rikiuniama, Vercinrap, Elcrunchy, Takiro, Shyro, Minotaku, Yerim_Nyu, Temple du Manga, Projet Re:Union, Otabunka, Areliann, Berluu, Dina, Chipsette, Le Pandaman, La Bande Animée, Spacekaeru, Packam, Hiuuugs, Kaevane, DJ Boucherie, Julien Fontanier, Winni Sensei, Yaongyi, Yc et Rak Hyun
  - Cuisine : Gastronogeek, Gili-gili : Samuel Trifot, Seiichi Ito, Charlotte Caspar, Emmanuelle Obadina
  - Amazing : Universal Heroes Prod, Korean Generation, Shee'z, Sam et les Dramas, K-Coffee Time, Nicolas Deneshau, Romain Dasnoy, Clément Drapeau, Marine Macq, Antony Fournier, José (Jape) Antonio Pérez, Federica Di Meo, Tailtiu Team, Lief, Salen Février, Forky, Issa Boun, Natacha Ratto, Monsieur le Prof & Catsass, Kiri, Art of K, Cyann, Stillundeworld, Tacméla, Eyrra
  - Scolarité & Formations : Juudaichi
  - Manga : Laurent Queyssi, Oriol Roig, Yuka Nagate, Manabu Otsuka, Kim Jae Hwan, Yoann le Scoul, Pe, Géo, Salvatore Nives, Eruthoth, Zelihan, Romain Lemaire, Ijenli, Barnab, Rossella Sergi, Hachin, Caly, Reno Lemaire, Elena Zanzi, Jay Skwar, Idrissanimation
  - Littérature : David Bry, John Ethan Py, Adrien Mangold, Emmanuel Chastellière, Noémie Wiorek, Roznarho, Feldrik Rivat, Julia Richard
  - Autre : Alban Ficat,

### 2023
- Intitulé : Japan Expo 22e Impact
- Dates et lieu : du 13 au 16 juillet 2023 au parc des expositions de Paris-Nord Villepinte
- Visiteurs : 255 259[70]
- Invités[71] :
  - Jeux vidéo : Akimbo Lionheart
  - Manga : Tsukasa Hôjô

### 2024
- Intitulé : Japan Expo Paris 2024
- Dates et lieu : du 11 au 14 juillet 2024 au parc des expositions de Paris-Nord Villepinte
- Visiteurs : 200 716[72]

### 2025
- Intitulé : Japan Expo Paris 2025
- Dates et lieu : du 3 au 6 juillet 2025 au parc des expositions de Paris-Nord Villepinte
- Visiteurs : 230 000[73]

## Fréquentation et statistiques
Fréquentation de Japan Expo (en nombre de visiteurs)
Japan Expo + Comic Con' (2008-2013), Japan Expo Sud, Japan Expo Centre
Anciens salons
Comic Con Paris, Japan Expo Belgium, Japan Expo USA, Chibi Japan Expo + Comic Con' (2007)
| Année | Exposition                  | Visiteurs            | Réf.   |  |
| ----- | --------------------------- | -------------------- | ------ |  |
| 1999  |                             | 3 000                | [ 2 ]  |  |
| 2000  | Japan Expo 1er et 2e impact | 11 200               | ,      |  |
| 2001  | Japan Expo 3e Impact        | 12 000               | [ 21 ] |  |
| 2002  | Japan Expo 4e Impact        | 21 000               | [ 23 ] |  |
| 2003  | Japan Expo 5e Impact        | 29 000               | [ 26 ] |  |
| 2004  | Japan Expo 6e Impact        | 41 000               | [ 28 ] |  |
| 2005  | Exposition annulée.         | Exposition annulée.  | [ 74 ] |  |
| 2006  | Japan Expo 7e Impact        | 56 000               | [ 31 ] |  |
| 2007  | Japan Expo 8e Impact        | 80 727               | [ 34 ] |  |
| 2008  | Japan Expo 9e Impact        | 134 467              | [ 37 ] |  |
| 2009  | Japan Expo 10e Impact       | 165 501              | [ 40 ] |  |
| 2010  | Japan Expo 11e Impact       | 173 680              | [ 42 ] |  |
| 2011  | Japan Expo 12e Impact       | 192 000              | [ 44 ] |  |
| 2012  | Japan Expo 13e Impact       | 219 614              | [ 46 ] |  |
| 2013  | Japan Expo 14e Impact       | 232 876              | [ 49 ] |  |
| 2014  | Japan Expo 15e Impact       | 240 189              | [ 51 ] |  |
| 2015  | Japan Expo 16e Impact       | 247 473              | [ 54 ] |  |
| 2016  | Japan Expo 17e Impact       | 234 852              | [ 58 ] |  |
| 2017  | Japan Expo 18e Impact       | 238 241              | [ 75 ] |  |
| 2018  | Japan Expo 19e Impact       | 247 919              | [ 61 ] |  |
| 2019  | Japan Expo 20e Impact       | 252 510              | [ 63 ] |  |
| 2020  | Exposition annulée.         | Exposition annulée.  | [ 66 ] |  |
| 2021  | Exposition reportée.        | Exposition reportée. | [ 76 ] |  |
| 2022  | Japan Expo 21e Impact       | 254 084              | [ 68 ] |  |
| 2023  | Japan Expo 22e Impact       | 255 259              | [ 71 ] |  |
| 2024  | Japan Expo 23e Impact       | 200 716              | [ 72 ] |  |
| 2025  | Japan Expo 24e Impact       | 230 000              | [ 73 ] |  |